# 1894
Portal Geschichte | Portal Biografien | Aktuelle Ereignisse | Jahreskalender | Tagesartikel

◄ |
18. Jahrhundert |
19. Jahrhundert
| 20. Jahrhundert | ►

◄ |
1860er |
1870er |
1880er |
1890er
| 1900er | 1910er | 1920er | ►

◄◄ |
◄ |
1890 |
1891 |
1892 |
1893 |
1894
| 1895 | 1896 | 1897 | 1898 | ► | ►►
Staatsoberhäupter · Wahlen · Nekrolog   · Musikjahr · Filmjahr  · Sportjahr
| Januar | Januar | Januar | Januar | Januar | Januar | Januar | Januar |
| Kw     | Mo     | Di     | Mi     | Do     | Fr     | Sa     | So     |
| ------ | ------ | ------ | ------ | ------ | ------ | ------ | ------ |
| 1      | 1      | 2      | 3      | 4      | 5      | 6      | 7      |
| 2      | 8      | 9      | 10     | 11     | 12     | 13     | 14     |
| 3      | 15     | 16     | 17     | 18     | 19     | 20     | 21     |
| 4      | 22     | 23     | 24     | 25     | 26     | 27     | 28     |
| 5      | 29     | 30     | 31     |        |        |        |        |

| Februar | Februar | Februar | Februar | Februar | Februar | Februar | Februar |
| Kw      | Mo      | Di      | Mi      | Do      | Fr      | Sa      | So      |
| ------- | ------- | ------- | ------- | ------- | ------- | ------- | ------- |
| 5       |         |         |         | 1       | 2       | 3       | 4       |
| 6       | 5       | 6       | 7       | 8       | 9       | 10      | 11      |
| 7       | 12      | 13      | 14      | 15      | 16      | 17      | 18      |
| 8       | 19      | 20      | 21      | 22      | 23      | 24      | 25      |
| 9       | 26      | 27      | 28      |         |         |         |         |

| März | März | März | März | März | März | März | März |
| Kw   | Mo   | Di   | Mi   | Do   | Fr   | Sa   | So   |
| ---- | ---- | ---- | ---- | ---- | ---- | ---- | ---- |
| 9    |      |      |      | 1    | 2    | 3    | 4    |
| 10   | 5    | 6    | 7    | 8    | 9    | 10   | 11   |
| 11   | 12   | 13   | 14   | 15   | 16   | 17   | 18   |
| 12   | 19   | 20   | 21   | 22   | 23   | 24   | 25   |
| 13   | 26   | 27   | 28   | 29   | 30   | 31   |      |

| April | April | April | April | April | April | April | April |
| Kw    | Mo    | Di    | Mi    | Do    | Fr    | Sa    | So    |
| ----- | ----- | ----- | ----- | ----- | ----- | ----- | ----- |
| 13    |       |       |       |       |       |       | 1     |
| 14    | 2     | 3     | 4     | 5     | 6     | 7     | 8     |
| 15    | 9     | 10    | 11    | 12    | 13    | 14    | 15    |
| 16    | 16    | 17    | 18    | 19    | 20    | 21    | 22    |
| 17    | 23    | 24    | 25    | 26    | 27    | 28    | 29    |
| 18    | 30    |       |       |       |       |       |       |

| Mai | Mai | Mai | Mai | Mai | Mai | Mai | Mai |
| Kw  | Mo  | Di  | Mi  | Do  | Fr  | Sa  | So  |
| --- | --- | --- | --- | --- | --- | --- | --- |
| 18  |     | 1   | 2   | 3   | 4   | 5   | 6   |
| 19  | 7   | 8   | 9   | 10  | 11  | 12  | 13  |
| 20  | 14  | 15  | 16  | 17  | 18  | 19  | 20  |
| 21  | 21  | 22  | 23  | 24  | 25  | 26  | 27  |
| 22  | 28  | 29  | 30  | 31  |     |     |     |

| Juni | Juni | Juni | Juni | Juni | Juni | Juni | Juni |
| Kw   | Mo   | Di   | Mi   | Do   | Fr   | Sa   | So   |
| ---- | ---- | ---- | ---- | ---- | ---- | ---- | ---- |
| 22   |      |      |      |      | 1    | 2    | 3    |
| 23   | 4    | 5    | 6    | 7    | 8    | 9    | 10   |
| 24   | 11   | 12   | 13   | 14   | 15   | 16   | 17   |
| 25   | 18   | 19   | 20   | 21   | 22   | 23   | 24   |
| 26   | 25   | 26   | 27   | 28   | 29   | 30   |      |

| Juli | Juli | Juli | Juli | Juli | Juli | Juli | Juli |
| Kw   | Mo   | Di   | Mi   | Do   | Fr   | Sa   | So   |
| ---- | ---- | ---- | ---- | ---- | ---- | ---- | ---- |
| 26   |      |      |      |      |      |      | 1    |
| 27   | 2    | 3    | 4    | 5    | 6    | 7    | 8    |
| 28   | 9    | 10   | 11   | 12   | 13   | 14   | 15   |
| 29   | 16   | 17   | 18   | 19   | 20   | 21   | 22   |
| 30   | 23   | 24   | 25   | 26   | 27   | 28   | 29   |
| 31   | 30   | 31   |      |      |      |      |      |

| August | August | August | August | August | August | August | August |
| Kw     | Mo     | Di     | Mi     | Do     | Fr     | Sa     | So     |
| ------ | ------ | ------ | ------ | ------ | ------ | ------ | ------ |
| 31     |        |        | 1      | 2      | 3      | 4      | 5      |
| 32     | 6      | 7      | 8      | 9      | 10     | 11     | 12     |
| 33     | 13     | 14     | 15     | 16     | 17     | 18     | 19     |
| 34     | 20     | 21     | 22     | 23     | 24     | 25     | 26     |
| 35     | 27     | 28     | 29     | 30     | 31     |        |        |

| September | September | September | September | September | September | September | September |
| Kw        | Mo        | Di        | Mi        | Do        | Fr        | Sa        | So        |
| --------- | --------- | --------- | --------- | --------- | --------- | --------- | --------- |
| 35        |           |           |           |           |           | 1         | 2         |
| 36        | 3         | 4         | 5         | 6         | 7         | 8         | 9         |
| 37        | 10        | 11        | 12        | 13        | 14        | 15        | 16        |
| 38        | 17        | 18        | 19        | 20        | 21        | 22        | 23        |
| 39        | 24        | 25        | 26        | 27        | 28        | 29        | 30        |

| Oktober | Oktober | Oktober | Oktober | Oktober | Oktober | Oktober | Oktober |
| Kw      | Mo      | Di      | Mi      | Do      | Fr      | Sa      | So      |
| ------- | ------- | ------- | ------- | ------- | ------- | ------- | ------- |
| 40      | 1       | 2       | 3       | 4       | 5       | 6       | 7       |
| 41      | 8       | 9       | 10      | 11      | 12      | 13      | 14      |
| 42      | 15      | 16      | 17      | 18      | 19      | 20      | 21      |
| 43      | 22      | 23      | 24      | 25      | 26      | 27      | 28      |
| 44      | 29      | 30      | 31      |         |         |         |         |

| November | November | November | November | November | November | November | November |
| Kw       | Mo       | Di       | Mi       | Do       | Fr       | Sa       | So       |
| -------- | -------- | -------- | -------- | -------- | -------- | -------- | -------- |
| 44       |          |          |          | 1        | 2        | 3        | 4        |
| 45       | 5        | 6        | 7        | 8        | 9        | 10       | 11       |
| 46       | 12       | 13       | 14       | 15       | 16       | 17       | 18       |
| 47       | 19       | 20       | 21       | 22       | 23       | 24       | 25       |
| 48       | 26       | 27       | 28       | 29       | 30       |          |          |

| Dezember | Dezember | Dezember | Dezember | Dezember | Dezember | Dezember | Dezember |
| Kw       | Mo       | Di       | Mi       | Do       | Fr       | Sa       | So       |
| -------- | -------- | -------- | -------- | -------- | -------- | -------- | -------- |
| 48       |          |          |          |          |          | 1        | 2        |
| 49       | 3        | 4        | 5        | 6        | 7        | 8        | 9        |
| 50       | 10       | 11       | 12       | 13       | 14       | 15       | 16       |
| 51       | 17       | 18       | 19       | 20       | 21       | 22       | 23       |
| 52       | 24       | 25       | 26       | 27       | 28       | 29       | 30       |
| 1        | 31       |          |          |          |          |          |          |

| Januar | Januar | Januar | Januar | Januar | Januar | Januar | Januar |
| Kw     | Mo     | Di     | Mi     | Do     | Fr     | Sa     | So     |
| ------ | ------ | ------ | ------ | ------ | ------ | ------ | ------ |
| 1      | 1      | 2      | 3      | 4      | 5      | 6      | 7      |
| 2      | 8      | 9      | 10     | 11     | 12     | 13     | 14     |
| 3      | 15     | 16     | 17     | 18     | 19     | 20     | 21     |
| 4      | 22     | 23     | 24     | 25     | 26     | 27     | 28     |
| 5      | 29     | 30     | 31     |        |        |        |        |

| Februar | Februar | Februar | Februar | Februar | Februar | Februar | Februar |
| Kw      | Mo      | Di      | Mi      | Do      | Fr      | Sa      | So      |
| ------- | ------- | ------- | ------- | ------- | ------- | ------- | ------- |
| 5       |         |         |         | 1       | 2       | 3       | 4       |
| 6       | 5       | 6       | 7       | 8       | 9       | 10      | 11      |
| 7       | 12      | 13      | 14      | 15      | 16      | 17      | 18      |
| 8       | 19      | 20      | 21      | 22      | 23      | 24      | 25      |
| 9       | 26      | 27      | 28      |         |         |         |         |

| März | März | März | März | März | März | März | März |
| Kw   | Mo   | Di   | Mi   | Do   | Fr   | Sa   | So   |
| ---- | ---- | ---- | ---- | ---- | ---- | ---- | ---- |
| 9    |      |      |      | 1    | 2    | 3    | 4    |
| 10   | 5    | 6    | 7    | 8    | 9    | 10   | 11   |
| 11   | 12   | 13   | 14   | 15   | 16   | 17   | 18   |
| 12   | 19   | 20   | 21   | 22   | 23   | 24   | 25   |
| 13   | 26   | 27   | 28   | 29   | 30   | 31   |      |

| April | April | April | April | April | April | April | April |
| Kw    | Mo    | Di    | Mi    | Do    | Fr    | Sa    | So    |
| ----- | ----- | ----- | ----- | ----- | ----- | ----- | ----- |
| 13    |       |       |       |       |       |       | 1     |
| 14    | 2     | 3     | 4     | 5     | 6     | 7     | 8     |
| 15    | 9     | 10    | 11    | 12    | 13    | 14    | 15    |
| 16    | 16    | 17    | 18    | 19    | 20    | 21    | 22    |
| 17    | 23    | 24    | 25    | 26    | 27    | 28    | 29    |
| 18    | 30    |       |       |       |       |       |       |

| Mai | Mai | Mai | Mai | Mai | Mai | Mai | Mai |
| Kw  | Mo  | Di  | Mi  | Do  | Fr  | Sa  | So  |
| --- | --- | --- | --- | --- | --- | --- | --- |
| 18  |     | 1   | 2   | 3   | 4   | 5   | 6   |
| 19  | 7   | 8   | 9   | 10  | 11  | 12  | 13  |
| 20  | 14  | 15  | 16  | 17  | 18  | 19  | 20  |
| 21  | 21  | 22  | 23  | 24  | 25  | 26  | 27  |
| 22  | 28  | 29  | 30  | 31  |     |     |     |

| Juni | Juni | Juni | Juni | Juni | Juni | Juni | Juni |
| Kw   | Mo   | Di   | Mi   | Do   | Fr   | Sa   | So   |
| ---- | ---- | ---- | ---- | ---- | ---- | ---- | ---- |
| 22   |      |      |      |      | 1    | 2    | 3    |
| 23   | 4    | 5    | 6    | 7    | 8    | 9    | 10   |
| 24   | 11   | 12   | 13   | 14   | 15   | 16   | 17   |
| 25   | 18   | 19   | 20   | 21   | 22   | 23   | 24   |
| 26   | 25   | 26   | 27   | 28   | 29   | 30   |      |

| Juli | Juli | Juli | Juli | Juli | Juli | Juli | Juli |
| Kw   | Mo   | Di   | Mi   | Do   | Fr   | Sa   | So   |
| ---- | ---- | ---- | ---- | ---- | ---- | ---- | ---- |
| 26   |      |      |      |      |      |      | 1    |
| 27   | 2    | 3    | 4    | 5    | 6    | 7    | 8    |
| 28   | 9    | 10   | 11   | 12   | 13   | 14   | 15   |
| 29   | 16   | 17   | 18   | 19   | 20   | 21   | 22   |
| 30   | 23   | 24   | 25   | 26   | 27   | 28   | 29   |
| 31   | 30   | 31   |      |      |      |      |      |

| August | August | August | August | August | August | August | August |
| Kw     | Mo     | Di     | Mi     | Do     | Fr     | Sa     | So     |
| ------ | ------ | ------ | ------ | ------ | ------ | ------ | ------ |
| 31     |        |        | 1      | 2      | 3      | 4      | 5      |
| 32     | 6      | 7      | 8      | 9      | 10     | 11     | 12     |
| 33     | 13     | 14     | 15     | 16     | 17     | 18     | 19     |
| 34     | 20     | 21     | 22     | 23     | 24     | 25     | 26     |
| 35     | 27     | 28     | 29     | 30     | 31     |        |        |

| September | September | September | September | September | September | September | September |
| Kw        | Mo        | Di        | Mi        | Do        | Fr        | Sa        | So        |
| --------- | --------- | --------- | --------- | --------- | --------- | --------- | --------- |
| 35        |           |           |           |           |           | 1         | 2         |
| 36        | 3         | 4         | 5         | 6         | 7         | 8         | 9         |
| 37        | 10        | 11        | 12        | 13        | 14        | 15        | 16        |
| 38        | 17        | 18        | 19        | 20        | 21        | 22        | 23        |
| 39        | 24        | 25        | 26        | 27        | 28        | 29        | 30        |

| Oktober | Oktober | Oktober | Oktober | Oktober | Oktober | Oktober | Oktober |
| Kw      | Mo      | Di      | Mi      | Do      | Fr      | Sa      | So      |
| ------- | ------- | ------- | ------- | ------- | ------- | ------- | ------- |
| 40      | 1       | 2       | 3       | 4       | 5       | 6       | 7       |
| 41      | 8       | 9       | 10      | 11      | 12      | 13      | 14      |
| 42      | 15      | 16      | 17      | 18      | 19      | 20      | 21      |
| 43      | 22      | 23      | 24      | 25      | 26      | 27      | 28      |
| 44      | 29      | 30      | 31      |         |         |         |         |

| November | November | November | November | November | November | November | November |
| Kw       | Mo       | Di       | Mi       | Do       | Fr       | Sa       | So       |
| -------- | -------- | -------- | -------- | -------- | -------- | -------- | -------- |
| 44       |          |          |          | 1        | 2        | 3        | 4        |
| 45       | 5        | 6        | 7        | 8        | 9        | 10       | 11       |
| 46       | 12       | 13       | 14       | 15       | 16       | 17       | 18       |
| 47       | 19       | 20       | 21       | 22       | 23       | 24       | 25       |
| 48       | 26       | 27       | 28       | 29       | 30       |          |          |

| Dezember | Dezember | Dezember | Dezember | Dezember | Dezember | Dezember | Dezember |
| Kw       | Mo       | Di       | Mi       | Do       | Fr       | Sa       | So       |
| -------- | -------- | -------- | -------- | -------- | -------- | -------- | -------- |
| 48       |          |          |          |          |          | 1        | 2        |
| 49       | 3        | 4        | 5        | 6        | 7        | 8        | 9        |
| 50       | 10       | 11       | 12       | 13       | 14       | 15       | 16       |
| 51       | 17       | 18       | 19       | 20       | 21       | 22       | 23       |
| 52       | 24       | 25       | 26       | 27       | 28       | 29       | 30       |
| 1        | 31       |          |          |          |          |          |          |

## Ereignisse

### Politik und Weltgeschehen

#### Asien
- 11. Januar: Bei Go-bu besiegen aufständische Bauern koreanische Regierungstruppen. Danach breitet sich der Donghak-Aufstand rasch aus.
- 13. März: Regierungstruppen schlagen den ersten Donghak-Aufstand nieder. Die Bauernarmee reformiert sich allerdings schnell und marschiert in Richtung Seoul. Anfang Mai besetzt die Bauernarmee einen Palast in Jeonju. Die Joseon-Regierung erfragt daraufhin bei der chinesischen Regierung Unterstützung, um die Revolte zu beenden. Die Qing-Dynastie sendet, nachdem sie die japanische Regierung gemäß dem Vertrag von Tientsin informiert hat, 3.000 chinesische Soldaten nach Korea. Japan sieht das Handeln Chinas als eine Bedrohung seiner nationalen Sicherheit und sendet seinerseits Truppen nach Korea.
- In Anwesenheit chinesischer Truppen handelt die Regierung einen Waffenstillstand mit den Rebellen aus. Mit dem Ende der Rebellion treten verstärkt Spannungen zwischen China und Japan auf, da keines der beiden Länder bereit ist, seine Truppen zuerst aus Korea abzuziehen.
- 23. Juli: Japanische Truppen besetzen Seoul, dringen in den Gyeongbokgung-Palast ein und beschränken die Bewegungsfreiheit von König Gojong. Sie beginnen mit den Gabo-Reformen.

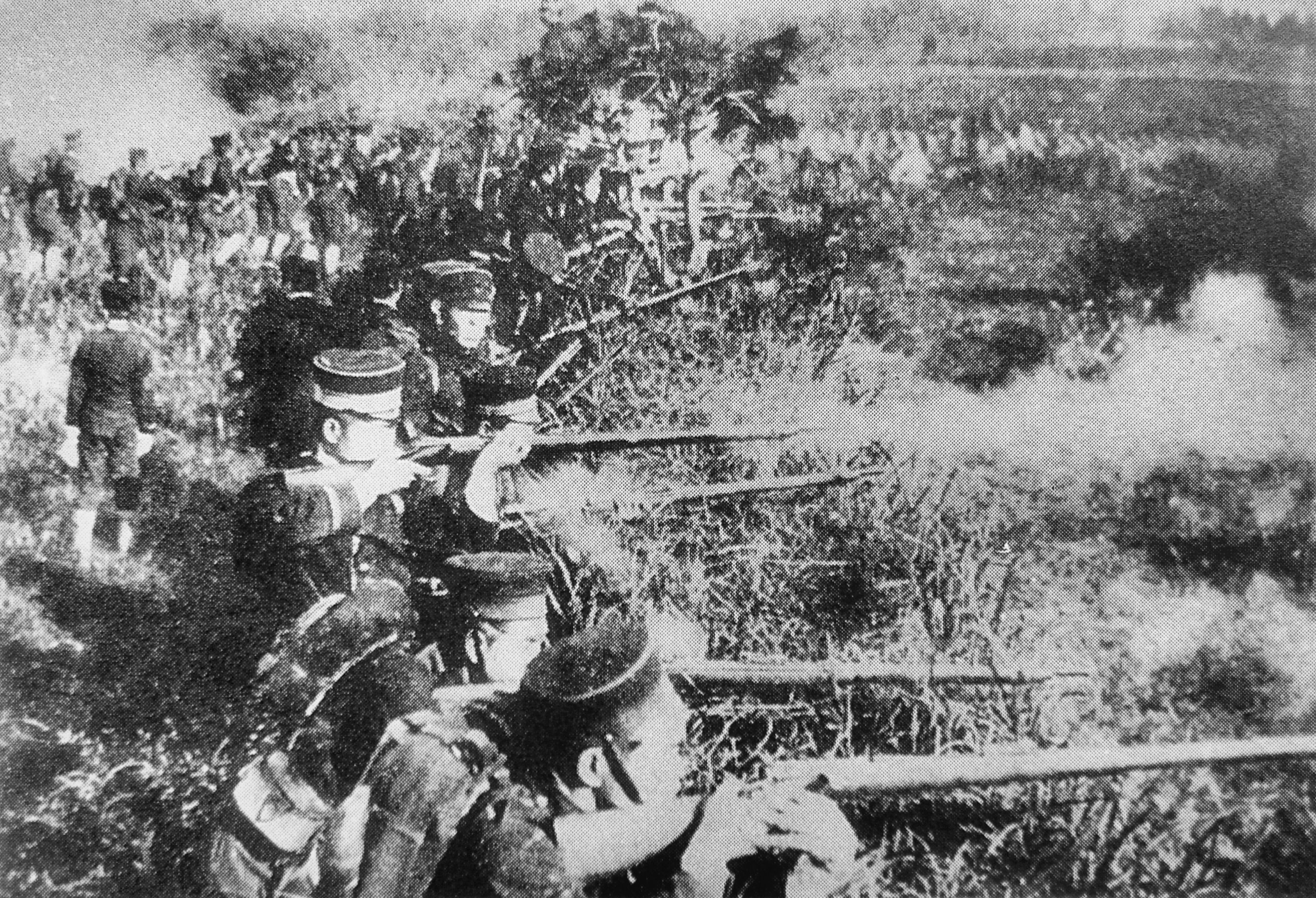
Japanische Truppen im Ersten Japanisch-Chinesischen Krieg

- 25. Juli: Die Kampfhandlungen zwischen Japan und China beginnen mit einem Seegefecht, als vier japanische Kreuzer auf drei chinesische Kriegsschiffe aus Busan treffen. Beide Seiten behaupten später, der Gegner hätte zuerst angegriffen. Sieger der Auseinandersetzung sind die japanischen Schiffe, von den chinesischen Schiffen erreicht nur ein Kreuzer die Basis in Wei-Hai-Wei.
- Gleichzeitig mit den Feindseligkeiten zwischen Japan und China beginnt ein neuer Bauernaufstand in Korea gegen die japanfreundliche Regierung.
- 1. August: Mit einer Kriegserklärung Chinas an Japan, nachdem dieses den Königspalast in Seoul in seine Gewalt gebracht hat, beginnt der Erste Japanisch-Chinesische Krieg offiziell.

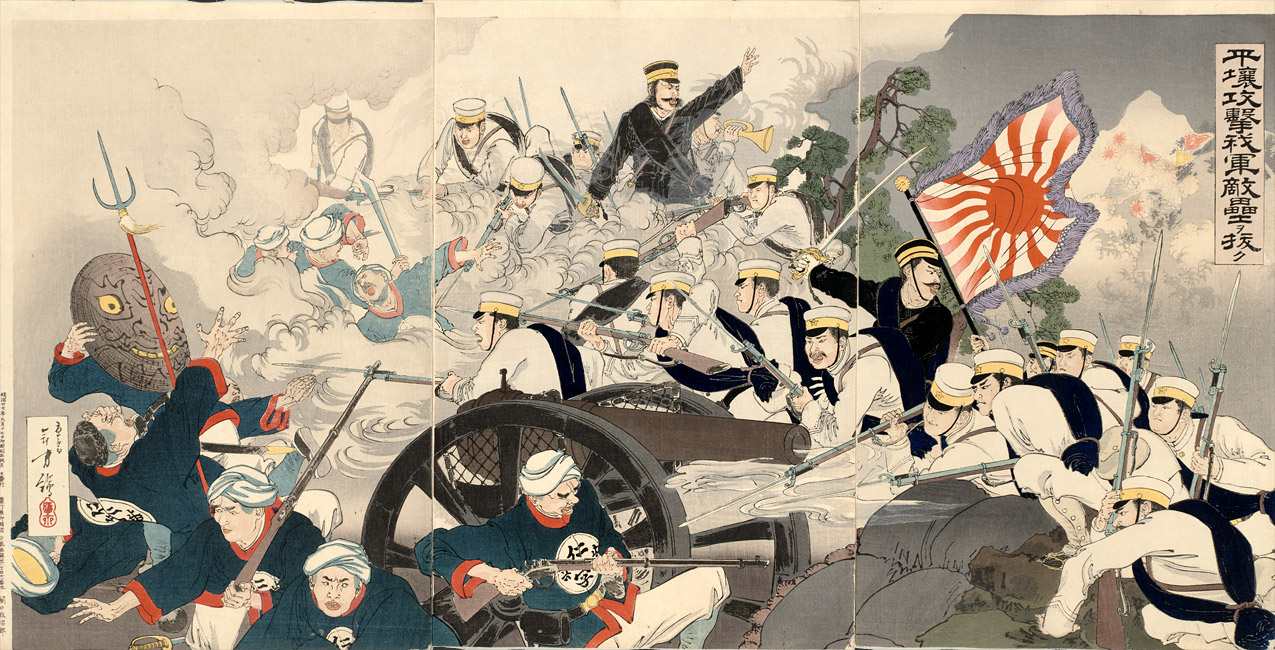
Farbholzschnitt von Mizuno Toshikata mit der Darstellung der Schlacht von Pjöngjang

- 15. September: Mit dem Sieg in der Schlacht von Pjöngjang und der Einnahme der Stadt übernimmt Japan die militärische Kontrolle über Korea.

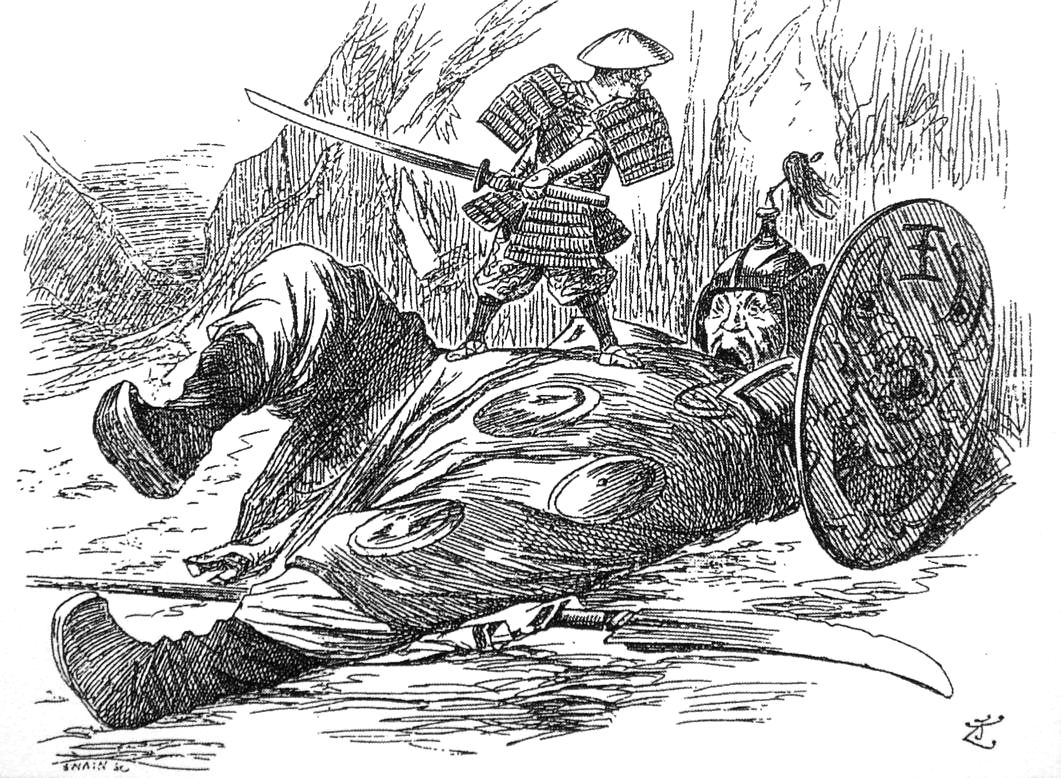
Die satirische Zeichnung der Zeitschrift Punch vom 29. September zeigt den Sieg des „kleinen“ Japan über das „große“ China

- 17. September: In der Seeschlacht am Yalu besiegt Japan China neuerlich.
- Nachdem die Japaner am 10. Oktober Verstärkung erhalten haben, stoßen sie schnell nach Norden in Richtung Mandschurei vor. In der Nacht des 24. Oktober überqueren die Japaner unentdeckt den Yalu mittels einer Ponton-Brücke und am Nachmittag des Folgetages nehmen sie den Außenposten Hushan östlich von Jiuliangcheng ein. Nach weniger als drei Stunden Kampf fliehen die chinesischen Verteidiger aus Jiuliangcheng und lassen dabei große Mengen an Versorgungsgütern und Ausrüstung zurück. Danach teilen die Japaner ihre Armee in zwei Gruppen. Die 5. Division unter General Nozu Michitsura stößt weiter nach Norden Richtung der mandschurischen Hauptstadt Mukden vor, die 3. Division unter Lt. General Katsura Tarō verfolgt die fliehenden Chinesen nach Westen Richtung Liaodong-Halbinsel.
- 16. Oktober: Koreanische Rebellen marschieren für eine finale Schlacht Richtung Gongju, wo sie von japanischen Einheiten bereits erwartet werden.
- 22. Oktober bis 10. November: Die aufständische Donghak-Armee wird in der Schlacht von Ugeumchi von japanischen Truppen geschlagen.
- 24. Oktober: Die japanische 2. Armee unter Ōyama Iwao landet auf der Liaodong-Halbinsel und nimmt bis zum 7. November Talienwan ein, bevor sie die Belagerung von Lüshunkou (Port Arthur) beginnt.
- 21. November: Japan erobert Port Arthur im Ersten Japanisch-Chinesischen Krieg. Dabei kommt es in der Folge zu einem Massaker der Japaner an Chinesen, welches tausende Todesopfer fordert.

#### Schweiz
- 1. Januar: Emil Frey wird Bundespräsident der Schweiz.
- Gründung der Schweizerischen Depeschenagentur

#### Deutsches Kaiserreich
- 29. März: Auf Anregung von Anna Simson wird der Bund Deutscher Frauenvereine als Dachverband bürgerlich orientierter Vereine der Frauenbewegung im Deutschen Reich gegründet.
- 29. Oktober: Kaiser Wilhelm II. beruft den 75-jährigen Chlodwig zu Hohenlohe-Schillingsfürst zum Reichskanzler und preußischen Ministerpräsidenten.
- 5. Dezember Eröffnung des Reichstagsgebäudes in Berlin durch Kaiser Wilhelm II.

#### Frankreich

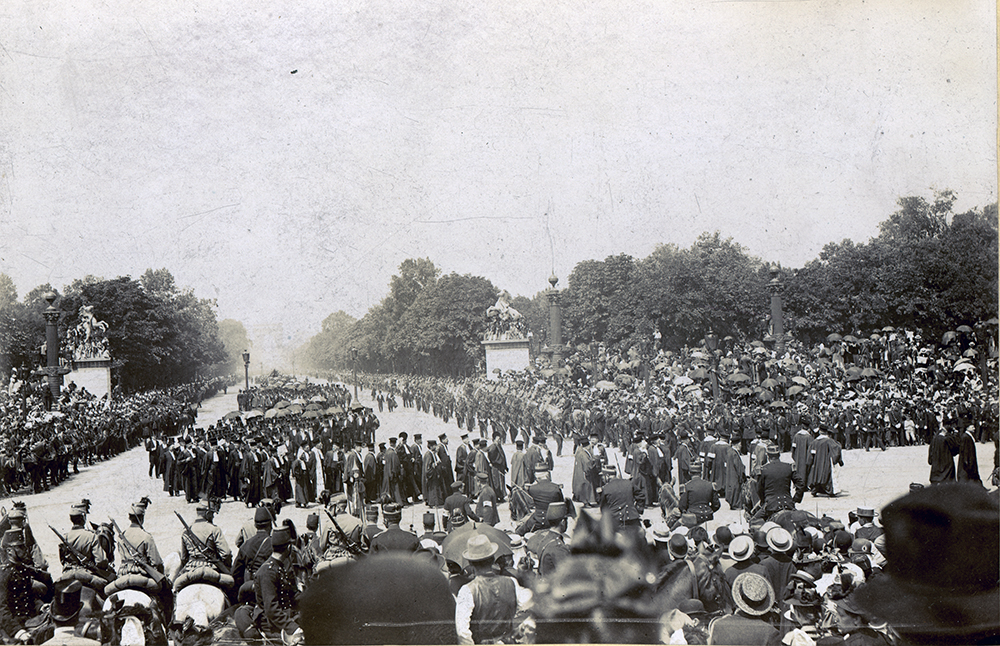
Das Begräbnis von Präsident Sadi Carnot am 1. Juli

- 24. Juni: Nach einer Rede des französischen Staatspräsidenten Marie François Sadi Carnot in Lyon sticht der Anarchist Jeronimo Caserio mit einem Messer auf den Politiker ein. Die Attentatsverletzungen führen einige Stunden später zum Tod Carnots. Noch am gleichen Tag wird Jean Casimir-Perier zu seinem Nachfolger gewählt.
- 15. Oktober: Beginn der Dreyfus-Affäre: Der französische Offizier Alfred Dreyfus wird wegen Spionage verhaftet.
- 22. Dezember: Ein Militärgericht in Paris verurteilt den Artilleriehauptmann Alfred Dreyfus wegen Spionage zu lebenslanger Verbannung auf die Teufelsinsel. Das Urteil löst Jahre später die Dreyfus-Affäre aus.

#### Osmanisches Reich
- August: Widerstand von Sason, Hamidische Massaker 1894–1896: Erstes großes Massaker von Türken und Kurden an Armeniern

#### Russland

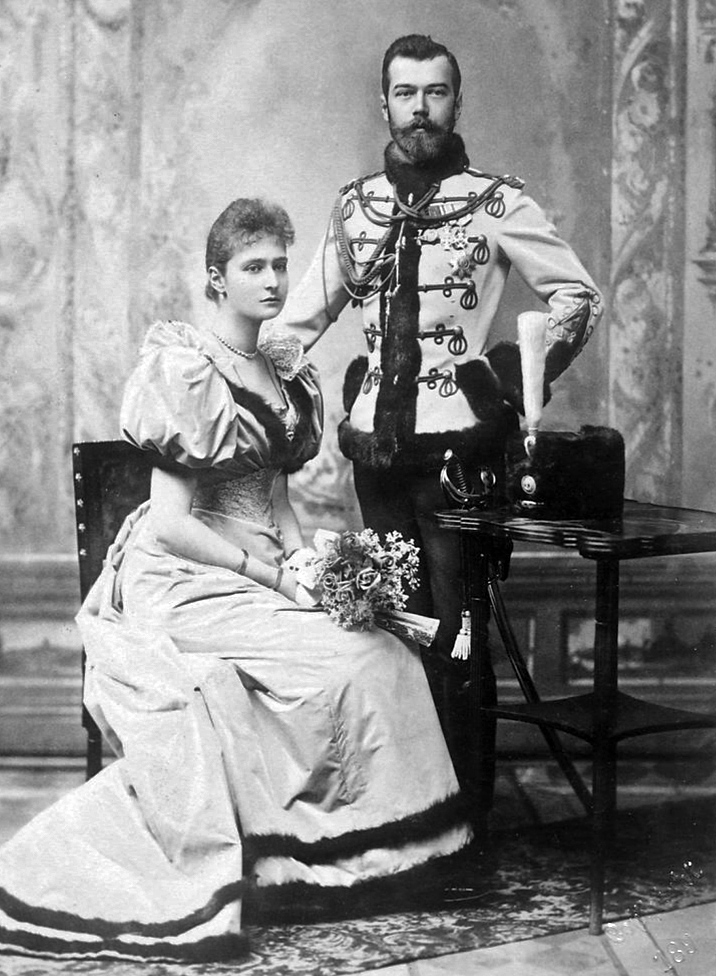
Bild von der Verlobung im Jahr 1894

- 1. November: Der russische Zar Alexander III. stirbt überraschend an einem Nierenleiden. Nachfolger wird sein 26-jähriger Sohn Nikolaus II. Wenige Wochen später heiratet er am 26. November in der Eremitage in Sankt Petersburg die Prinzessin Alix von Hessen-Darmstadt. Sie regiert mit ihm zusammen als Zarin Alexandra Fjodorowna.

#### Amerika und Ozeanien
- 11. Mai: In Illinois beginnen wilde Arbeitsniederlegungen, die sich als Pullman-Streik zu einem der größten Arbeiterproteste in den Vereinigten Staaten ausweiten. Er wird bis zum 2. August blutig niedergeschlagen.
- 3. Juli: Von US-Präsident Grover Cleveland mobilisierte Bundestruppen treffen in Chicago ein, um den Pullman-Streik zu unterdrücken.
- 4. Juli: Im Königreich Hawaiʻi, dessen Geschicke nach der Abdankung von Königin Liliʻuokalani im Jahr zuvor eine provisorische Regierung lenkt, wird die Republik ausgerufen. Ihr erster und einziger Präsident wird Sanford Dole.
- 21. Dezember: Mackenzie Bowell wird neuer Premierminister von Kanada.

#### Afrika
- Januar: Nach seiner Niederlage gegen die Franzosen muss Behanzin als König von Dahomey im heutigen Benin abdanken und ins Exil gehen. Nachfolge wird sein jüngerer Bruder Agoli-Agbo. Ihm wird ein französischer Vizekönig zur Seite gestellt.

### Wirtschaft

#### Patente und Marken
- 16. Oktober: Das Kaiserliche Patentamt in Deutschland trägt für einen Berliner Lampenhersteller die ersten Marke ins Markenregister ein.
- 6. Dezember: Die Marke Sarotti wird ins deutsche Handelsregister eingetragen.

#### Unternehmensgründungen

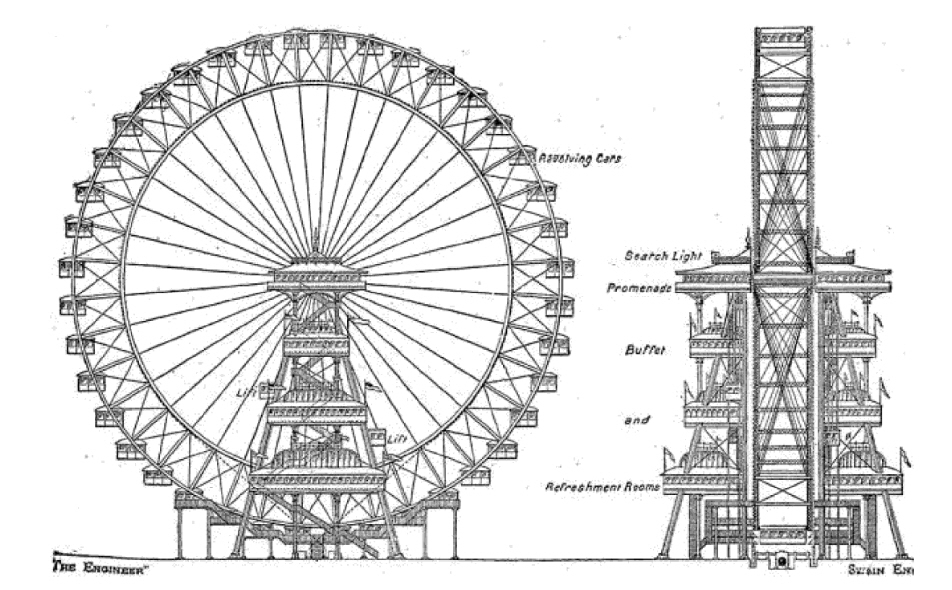
Planungsentwurf zum Londoner Riesenrad

- 8. Februar: Die Gesellschaft The Gigantic Wheel and Recreation Towers Co. Limited wird mit einem Startkapital von 60.000 Pfund Sterling gegründet. Sie soll nach den Vorstellungen des Impresarios Imre Kiralfy ein Riesenrad nach dem Vorbild der Weltausstellung in Chicago 1893 errichten. Die Gesellschaftsaktien werden zu jeweils einem Pfund ausgegeben. Der Bau beginnt im März und kann nicht wie geplant bis Ende des Jahres fertiggestellt werden.
- 16. März: Gründung der Großeinkaufs-Gesellschaft Deutscher Consumvereine m.b.H., (GEG), Hamburg
- 1. April: Gründung der Auto-Scholz Werkstätte für Reparatur von Automobilen im niederschlesischen Liegnitz

- 14. April: Am New Yorker Broadway wird ein erster Kinetoskop-Salon mit zehn von William K. L. Dickson für den Erfinder Thomas Alva Edison entwickelten Schaukästen zur Betrachtung von Filmen eröffnet. Einer der ersten Filme, die bei der Eröffnung vorgeführt werden, ist die von Dickson produzierte Blacksmith Scene, der somit als der erste kommerziell ausgewertete Film gilt.
- 11. Dezember: Auf dem Champs-Elysées in Paris, Frankreich, wird der erste Autosalon eröffnet.

#### Verkehr
- 16. April: Die Barmer Bergbahn wird als erste zweispurige Zahnradbahn in Deutschland in Betrieb genommen. Sie erschließt von der Stadt Barmen aus Ausflugsziele südlich der Wupper.
- 21. Mai: Queen Victoria eröffnet offiziell den Manchester Ship Canal, der zu diesem Zeitpunkt die 64 Kilometer vom Meer entfernt gelegene Stadt Manchester zur drittgrößten Hafenstadt der britischen Insel macht.
- 17. Juli: Die durch die französische Gesellschaft Société des Chemins de fer Ottomans économiques de Beyrouth-Damas-Hauran errichtete Hauranbahn auf dem Gebiet des heutigen Syrien im Osmanischen Reich wird eröffnet. Sie verläuft von Damaskus nach Muzayrib.
- 13. August: Die Elektrische Lokalbahn Gmunden, eine der weltweit kürzesten Straßen- und steilsten Adhäsionsbahnen, wird in Betrieb genommen.
- 25. November: Eröffnung der Grazer Schloßbergbahn
- 21. Dezember: Adolf Guyer-Zeller erhält die Konzession zum Bau der Jungfraubahn von der 2061 Meter hohen Kleinen Scheidegg auf das 3571 Meter hohe Jungfraujoch.

#### Sonstiges
- 4. Juni: In Deutschland tritt das Abzahlungsgesetz in Kraft. Es ermöglicht Käufern den Erwerb von höherwertigen Gütern, deren Kaufsumme sie in Raten begleichen können.

### Wissenschaft und Technik
- 1. April: Der Höhlenforscher Max Brunello entdeckt die Lurgrotte, Österreichs größte Wasserhöhle.

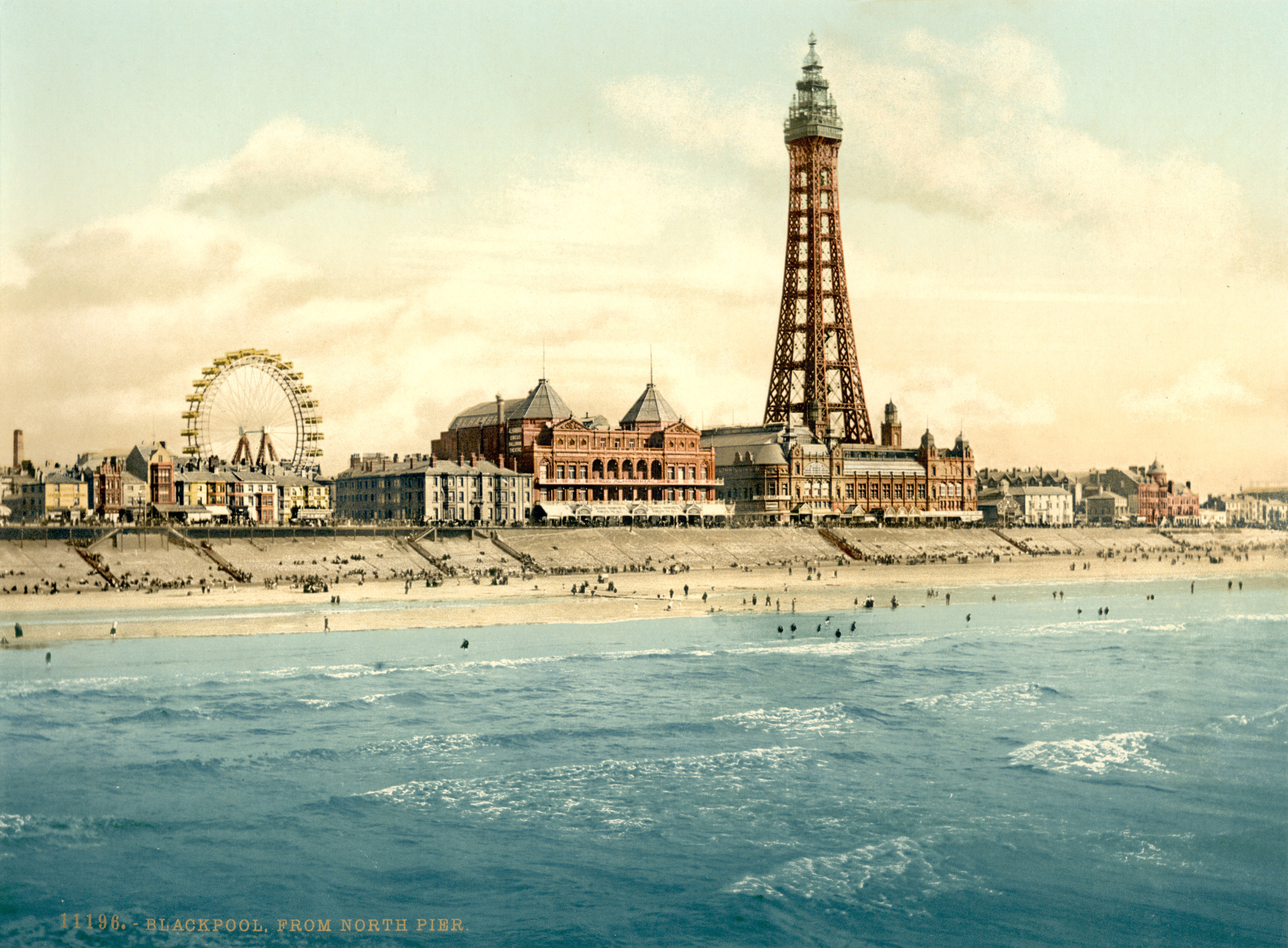
Postkartenansicht des Blackpool Tower vom North Pier (um 1895)

- 14. Mai: Im britischen Seebad Blackpool wird der Blackpool Tower eingeweiht, ein am Vorbild des Pariser Eiffelturms orientierter Stahlfachwerkturm. Das zu diesem Zeitpunkt höchste Bauwerk im Vereinigten Königreich entwickelt sich zu einer Touristenattraktion.
- 20. Juni: In Hongkong entdeckt der Arzt und Bakteriologe Alexandre Yersin den Erreger der Pest, ein Bakterium, das später zu Ehren Yersins den Namen Yersinia pestis erhält.

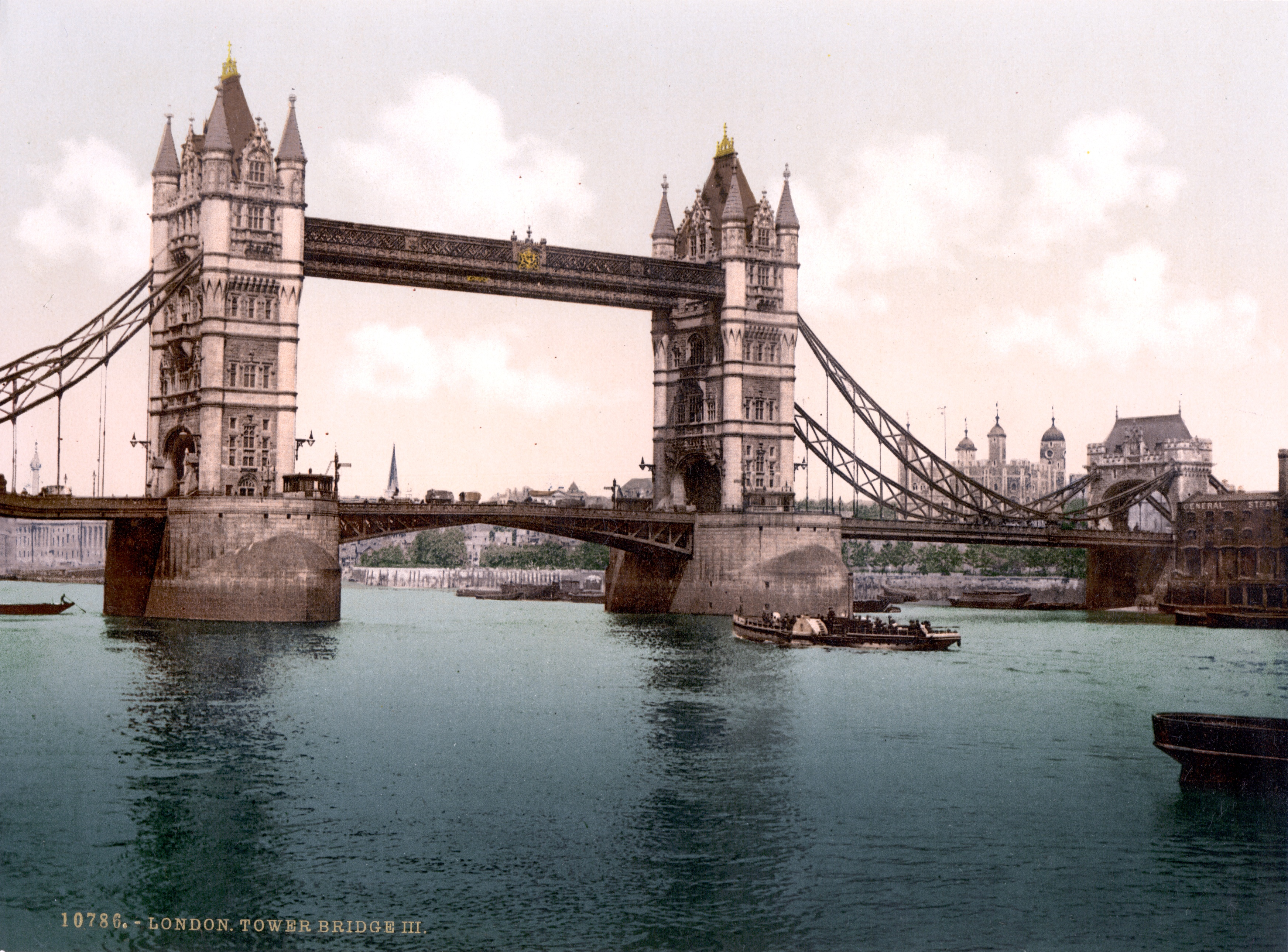
Tower Bridge (um 1900)

- 30. Juni: In London wird die Tower Bridge für den Verkehr freigegeben. Die im neugotischen Stil erbaute Klappbrücke ist die östlichste Brücke über die Themse in der britischen Hauptstadt.
- 13. November: Die Genealogische Gesellschaft von Utah in Salt Lake City wird von Angehörigen der Kirche Jesu Christi der Heiligen der Letzten Tage gegründet.
- 4. Dezember: Der Meteorologe Arthur Berson stellt bei einer wissenschaftlichen Luftfahrt mit dem Gasballon Phönix mit 9155 m einen neuen Höhenweltrekord auf und lässt so als Erster alle Berge der Erde unter sich.
- James Jeans und John William Strutt, 3. Baron Rayleigh, stellen ihre Theorie des Schwarzen Körpers auf (Rayleigh-Jeans-Gesetz).
- Der polnisch-deutsche Botaniker Eduard Adolf Strasburger veröffentlicht das Lehrbuch der Botanik für Hochschulen, welches 2008 in der 38. Auflage erschienen ist.

### Kultur

#### Architektur und Bildende Kunst
- 17. Juni: In Berlin wird der Grundstein für den Dom-Neubau nach Plänen von Julius Carl Raschdorff gelegt.
- 16. September: In der mexikanischen Stadt Orizaba wird das ausschließlich aus Stahl, Eisen und Holz bestehende Rathaus eröffnet.
- 10. November: In Steyr wird das Werndl-Denkmal des österreichischen Bildhauers Viktor Tilgner enthüllt. Das bürgerliche Monumentaldenkmal zeigt den Industriellen Josef Werndl inmitten seiner Arbeiter.

#### Literatur

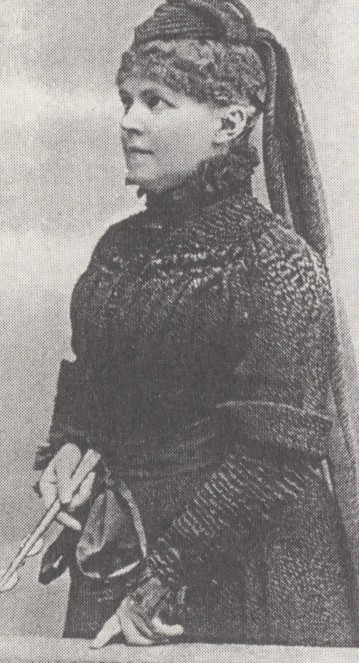
Elisabeth Förster-Nietzsche, etwa 1894

#### Musik und Theater
- 5. Januar: Die Wiener Operette Der Obersteiger von Carl Zeller auf das Libretto von Moritz West und Ludwig Held wird am Theater an der Wien in Wien mit Alexander Girardi in der Hauptrolle uraufgeführt.

Plakat der Uraufführung

- 16. März: Die Uraufführung der Oper Thaïs von Jules Massenet mit einem Libretto von Louis Gallet basierend auf dem gleichnamigen Roman von Anatole France findet an der Grand Opéra Paris statt und wird kritisch aufgenommen.
- 18. März: Uraufführung der Oper Weltfrühling von Hans Huber in Basel
- 18. Mai: Uraufführung der Oper Raffael (Orig.: Rafael') von Anton Stepanowitsch Arenski im Bolschoi-Theater in Moskau
- 20. Juni: Uraufführung der Oper La Navarraise von Jules Massenet im Royal Opera House Covent Garden in London
- 1. Juli: Das Kur-Theater Norderney wird feierlich eröffnet.
- 16. September: Uraufführung der Operette Die Chansonette von Rudolf Dellinger am Residenztheater in Dresden
- 25. September: Am Deutschen Theater Berlin wird nach der Aufhebung des Aufführungsverbots Gerhart Hauptmanns sozialkritisches Drama Die Weber über den Weberaufstand 1844 uraufgeführt.
- 13. November: Uraufführung der Oper Ingwelde von Max von Schillings am Hoftheater in Karlsruhe
- 16. Dezember: Die Oper Donna Diana von Emil Nikolaus von Reznicek wird am Deutschen Theater in Prag uraufgeführt. Als Vorlage diente dem Komponisten das spanische Lustspiel El desdén con el desdén von Agustín Moreto.
- 22. Dezember: Mit dem Orchesterstück Prélude à l’après-midi d’un faune von Claude Debussy wird in Paris das erste bedeutende Werk des musikalischen Impressionismus uraufgeführt.

#### Sonstiges
- 13. März: In Paris wird im Varietétheater Divan Fayounau der erste Striptease professionell getanzt. Die Künstlerin erhält wegen ihrer Vorführung eine Geldstrafe.

### Gesellschaft
- 25. März: Gründung der Akademischen Ferialverbindung Ostara in Freistadt
- 8. November: Als Radfahrervereinigung entsteht die spätere Tourismusorganisation Touring Club Italiano.

### Religion
- 2. Juli: In der Enzyklika Litteras a vobis macht Papst Leo XIII. Ausführungen zum Klerus in Brasilien und unterstützt den von dort vorgetragenen Wunsch, die Anzahl der Bischöfe zu erhöhen.
- 19. August: In Kopenhagen wird die 1749 begonnene Frederikskirche in unmittelbarer Nähe des Schlosses Amalienborg eingeweiht.
- 8. September: Papst Leo XIII. unterstreicht in der Enzyklika Iucunda semper expectatione aufs Neue die Bedeutung des Rosenkranzes.

### Katastrophen
- 29. Oktober: Der neuseeländische Passagierdampfer Wairarapa prallt vor Miners Head an der Great Barrier Island auf ein Riff und sinkt, 121 Passagiere und Besatzungsmitglieder sterben. Es handelt sich um eine der größten Schiffskatastrophen Neuseelands.

Kleinere Unglücksfälle sind in den Unterartikeln von Katastrophe und in der Liste von Katastrophen aufgeführt.

### Natur und Umwelt
- 14. Dezember: Der Ku-ring-gai-Chase-Nationalpark in Australien wird gegründet.

### Sport

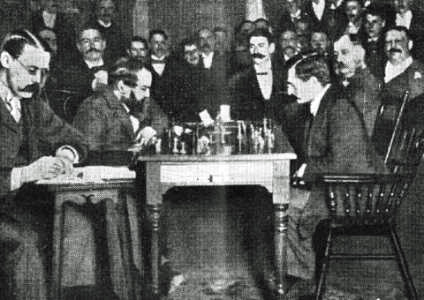
Steinitz (links) und Lasker (rechts) während ihres Weltmeisterschaftskampfes 1894

- 26. Mai: Emanuel Lasker wird nach seinem Wettkampfsieg über Wilhelm Steinitz Schachweltmeister.
- 6. Juni: Der Karlsruher FC Phönix wird als Fußballverein gegründet und ist ältester Vorläufer des Karlsruher SC.
- 23. Juni: Pierre de Coubertin gründet das Internationale Olympische Komitee.
- 22. Juli: Das erste Rennen im Automobilsport findet von Paris nach Rouen statt. 17 der 21 gestarteten Fahrzeuge erreichen das Ziel. Der Schnellste, Albert de Dion, wird auf Platz 2 zurückgestuft.
- 22. August: Als First Vienna Football Club wird der erste Fußballverein in Österreich gegründet.
- 23. August: Der Vienna Cricket and Football-Club wird gegründet.
- 22. Dezember: Die United States Golf Association wird ins Leben gerufen.

## Geboren

### Januar
- 01. Januar: Otto Olaussen Aasen, norwegischer Skispringer, Nordischer Kombinierer und Skilangläufer († 1983)
- 01. Januar: Satyendranath Bose, indischer Physiker († 1974)
- 01. Januar: Iván Petrovich, serbischstämmiger Schauspieler († 1962)
- 03. Januar: Benito Canónico, venezolanischer Komponist († 1971)
- 04. Januar: Cédia Brault, kanadische Sängerin († 1972)
- 04. Januar: Wesley La Violette, US-amerikanischer Komponist († 1978)
- 07. Januar: José Rozo Contreras, kolumbianischer Komponist († 1976)
- 08. Januar: Maximilian Kolbe, polnischer Franziskaner-Minorit († 1941)
- 10. Januar: Kurt Andler, deutscher Ingenieur († 1984)
- 11. Januar: Alexander Hall, US-amerikanischer Filmregisseur († 1968)
- 14. Januar: Fritz Fremersdorf, deutscher Provinzialrömischer Archäologe, Bodendenkmalpfleger und Museumsdirektor in Köln († 1983)
- 15. Januar: José Luis Bustamante y Rivero, peruanischer Präsident († 1989)
- 17. Januar: Hugo Chaim Adler, belgischer Komponist, Kantor und Chorleiter († 1955)
- 17. Januar: Etkar André, deutscher Widerstandskämpfer, KPD-Politiker und Antifaschist († 1936)
- 17. Januar: Werner March, deutscher Architekt († 1976)
- 18. Januar: Ado Anderkopp, estnischer Politiker und Journalist († 1941)
- 18. Januar: Robert Bréard, französischer Komponist († 1973)
- 18. Januar: Jan van Breda Kolff, niederländischer Fußballspieler († 1976)
- 18. Januar: Lucia Moholy, Fotografin († 1989)
- 19. Januar: Albert von der Aa, Schweizer Politiker (SP) und Redakteur († 1978)
- 19. Januar: Wilhelm Abraham, deutscher Politiker († unbekannt)
- 20. Januar: Harold Gray, US-amerikanischer Comiczeichner († 1968)
- 20. Januar: Nishiwaki Junzaburō, japanischer Schriftsteller († 1982)
- 20. Januar: Walter Piston, US-amerikanischer Komponist († 1976)
- 22. Januar: Heinz Heck, deutscher Biologe und Zoodirektor in München († 1982)
- 22. Januar: Timofei Wassiljewitsch Prochorow, russischer Einsiedler († 2004)
- 23. Januar: Julius Adler, deutscher Politiker, Mitglied des Reichstages (KPD) († 1945)
- 23. Januar: Frédéric Théllusson, belgischer Automobilrennfahrer († 1960)
- 24. Januar: Robert Jaffé, deutscher Politiker († 1968)
- 25. Januar: Aino Aalto, finnische Architektin und Designerin († 1949)
- 25. Januar: Sergei Wassiljewitsch Jewsejew, russischer Komponist († 1956)
- 25. Januar: Marguerite Roesgen-Champion, Schweizer Komponistin und Cembalistin († 1976)
- 25. Januar: Micheil Tschiaureli, georgischer Filmregisseur († 1974)
- 27. Januar: Vicente T. Mendoza, mexikanischer Musikwissenschaftler und Folkloreforscher († 1964)
- 28. Januar: Felix Fechenbach, politischer Journalist und Dichter († 1933)
- 29. Januar: René Schiltz, französischer Automobilrennfahrer († 1960)
- 30. Januar: Boris III., bulgarischer König († 1943)
- 31. Januar: Kojima Masajirō, japanischer Schriftsteller († 1994)
- 31. Januar: Albert Perrot, französischer Automobilrennfahrer († 1950)

### Februar

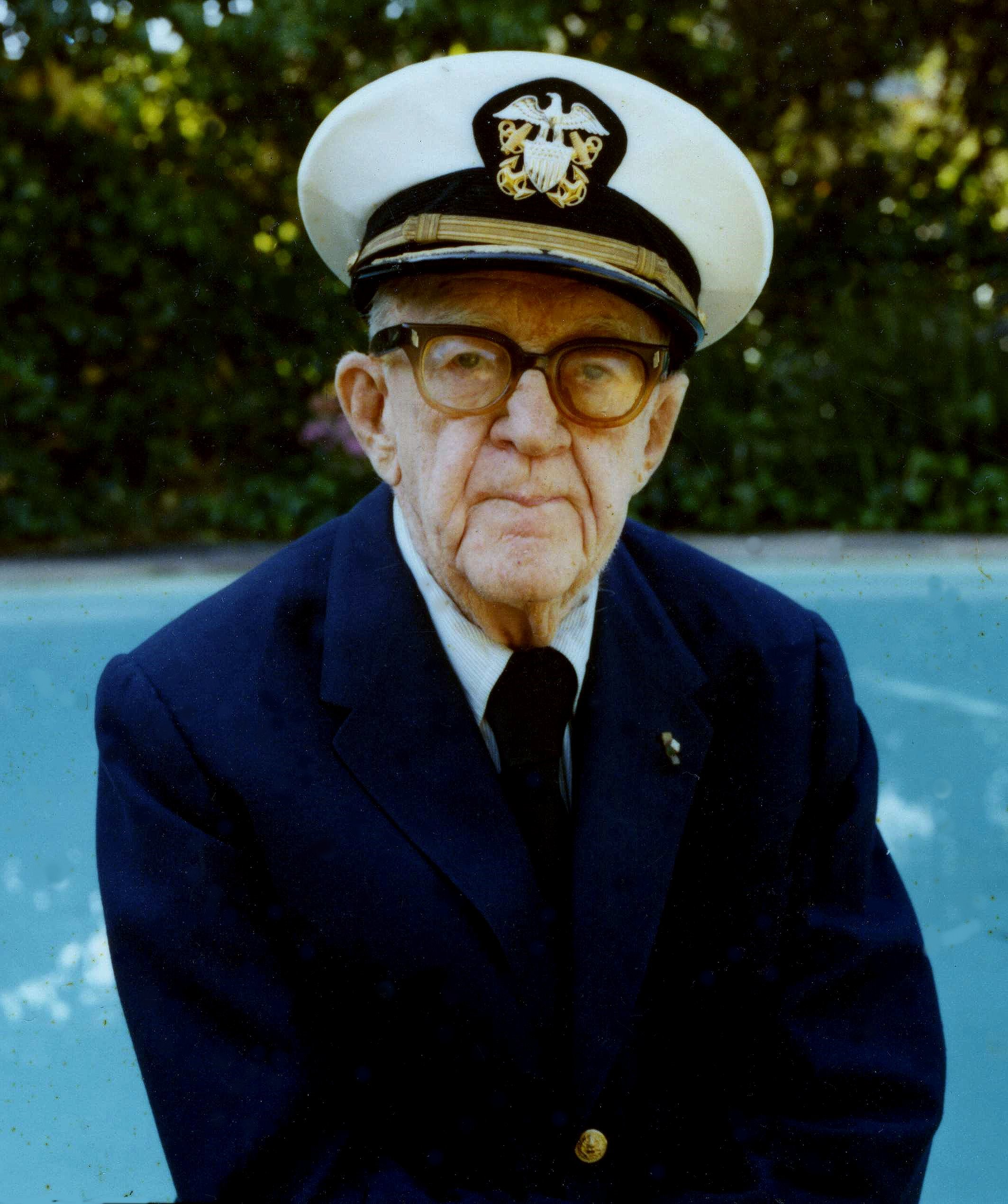
John Ford

- 01. Februar: John Ford, US-amerikanischer Filmregisseur († 1973)
- 01. Februar: James P. Johnson, US-amerikanischer Pianist und Komponist († 1955)
- 01. Februar: Paul Merker, SED-Funktionär in der DDR († 1969)
- 02. Februar: William Aitken, schottischer Fußballspieler und -trainer († 1973)
- 02. Februar: Maria Kasterska, polnische Schriftstellerin und Literaturwissenschaftlerin († 1969)
- 02. Februar: Kataoka Teppei, japanischer Schriftsteller († 1944)
- 02. Februar: Clemens Plassmann, deutscher Bankier († 1970)
- 03. Februar: Renzo De Vecchi, italienischer Fußballspieler und -trainer († 1967)
- 03. Februar: Norman Rockwell, US-amerikanischer Maler und Illustrator († 1978)
- 04. Februar: Friedrich Karl Florian, Gauleiter der NSDAP von Düsseldorf († 1975)
- 04. Februar: Hans Wittwer, Schweizer Architekt († 1952)
- 05. Februar: Mario Ajmone Cat, italienischer General († 1952)
- 05. Februar: Henriette Hardenberg, deutsche expressionistische Dichterin († 1993)
- 05. Februar: Per Jacobsson, schwedischer Manager, Direktor des Internationalen Währungsfonds († 1963)
- 05. Februar: Frederick E. Morgan, britischer Lieutenant-General im Zweiten Weltkrieg († 1967)
- 05. Februar: William Wernigk, österreichischer Opernsänger († 1973)
- 06. Februar: Richard Merrill Atkinson, US-amerikanischer Politiker († 1947)
- 06. Februar: Sant Kirpal Singh, indischer Autor, der herausragende Vertreter der göttlichen Wissenschaft der Seele († 1974)
- 07. Februar: Maria Dietz, deutsche Politikerin und MdB († 1980)
- 08. Februar: George von Kaufmann, britischer Mathematiker und Anthroposoph († 1963)
- 08. Februar: Rosita Renard, chilenische Pianistin († 1949)
- 08. Februar: Ludwig Marcuse, deutscher Philosoph und Schriftsteller († 1971)
- 08. Februar: King Vidor, US-amerikanischer Regisseur († 1982)
- 09. Februar: Peter Georg Cohrs, deutscher Politiker († 1952)
- 09. Februar: Rahel Sanzara, deutsche Schriftstellerin († 1936)

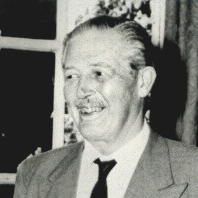
Harold Macmillan

- 10. Februar: Harold Macmillan, britischer Politiker und Regierungschef († 1986)
- 10. Februar: Giuseppe Morandi, italienischer Automobilrennfahrer († 1977)
- 10. Februar: Hermann Weinkauff, 1. Präsident des Bundesgerichtshofs († 1981)
- 13. Februar: Charles Clunas, schottischer Fußballspieler († 1916)
- 14. Februar: Jack Benny, US-amerikanischer Schauspieler und Radiomoderator († 1974)
- 19. Februar: Emil Forrer, Schweizer Assyriologe, Altertumskundler und Hethitologe († 1986)
- 19. Februar: Anton Lutz, österreichischer Maler († 1992)
- 19. Februar: Zdeněk Němeček, tschechischer Schriftsteller und Dramaturg († 1957)
- 20. Februar: Curt Corrinth, deutscher Lyriker, Romancier, Dramatiker und Drehbuchautor († 1960)
- 20. Februar: Jarosław Iwaszkiewicz, polnischer Schriftsteller († 1980)
- 20. Februar: Rudolf Jehle, Liechtensteiner Sportschütze († 1970)
- 22. Februar: Katharina Schroth, deutsche Physiotherapeutin († 1985)
- 24. Februar: Josef Arndgen, deutscher Politiker († 1966)
- 24. Februar: Douglas Copland, neuseeländisch-australischer Wirtschaftswissenschaftler und Diplomat († 1971)
- 25. Februar: Meher Baba, indischer Guru († 1969)
- 25. Februar: Frank P. Briggs, US-amerikanischer Politiker († 1992)
- 25. Februar: Ernst Friedrich, deutscher anarchistischer Pazifist († 1967)
- 26. Februar: Wilhelm Bittrich, deutscher General und SS-Obergruppenführer († 1979)
- 27. Februar: Traugott Vogel, Schweizer Schriftsteller († 1975)
- 28. Februar: Ben Hecht, US-amerikanischer Drehbuchautor († 1964)
- 28. Februar: Josef Hutter, tschechischer Musikwissenschaftler und -pädagoge († 1959)
- 28. Februar: Friedrich Wilhelm Wagner, deutscher Jurist und Politiker († 1971)

### März
- 01. März: Hans Orlowski, deutscher Maler und Holzschneider († 1967)
- 03. März: Henriette Petit, chilenische Malerin († 1983)
- 04. März: Martin Haenichen, deutscher Pilot († 1933)
- 04. März: Georg Mayerhofer, deutscher Politiker († 1966)
- 04. März: Gabriele Tergit, deutsche Journalistin und Schriftstellerin († 1982)
- 06. März: Elisabeth Castonier, deutsche Schriftstellerin († 1975)
- 06. März: Edgar Julius Jung, deutscher Politiker († 1934)
- 08. März: Wäinö Aaltonen, finnischer Bildhauer († 1966)
- 08. März: Iwan Wassiljewitsch Obreimow, russischer Physiker († 1981)
- 09. März: Frank Arnau, deutscher Schriftsteller († 1976)
- 09. März: Franz Wilhelm Seiwert, deutscher Maler und Bildhauer († 1933)

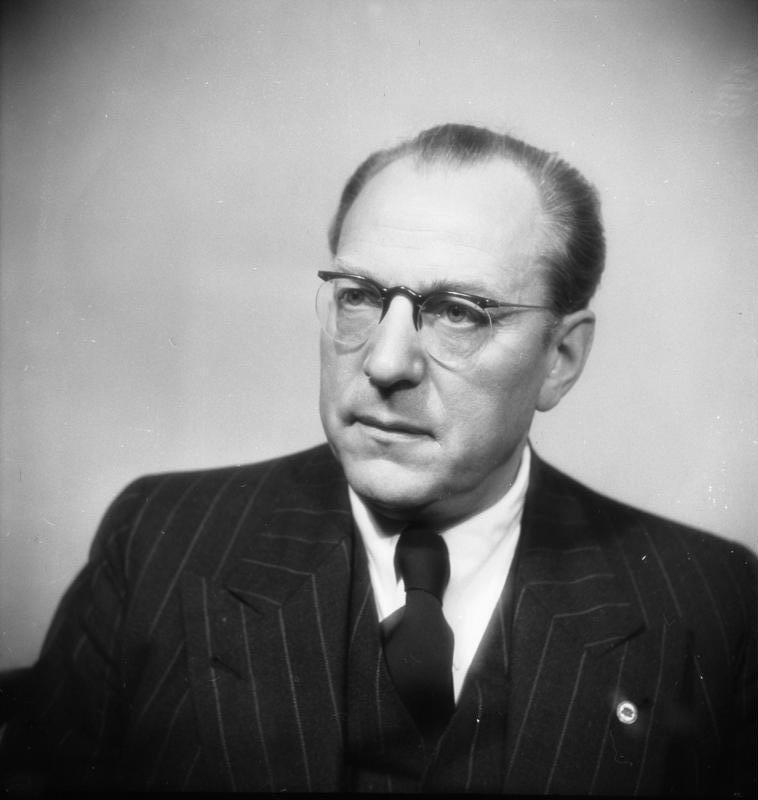
Otto Grotewohl, 1950

- 11. März: Otto Grotewohl, deutscher Politiker, Ministerpräsident der DDR († 1964)
- 12. März: Hayama Yoshiki, japanischer Schriftsteller († 1945)
- 14. März: Hans Reiffenstuel, deutscher Maler († 1980)
- 14. März: Alexander von Schelting, deutscher Soziologe († 1963)
- 15. März: Vilmos Aba-Novák, ungarischer Maler († 1941)
- 18. März: Eric Hultén, schwedischer Botaniker und Phytogeograph († 1981)
- 20. März: Hans Langsdorff, deutscher Marineoffizier († 1939)
- 21. März: Rudolf Nebel, deutscher Raketenkonstrukteur († 1978)
- 21. März: Siegfried Schneider, deutscher Franziskaner und Verfasser christlicher Literatur, bekannt als „Krippenpater“ († 1935)
- 22. März: Germaine Lebel, kanadische Sängerin († 1972)
- 24. März: Alice Rühle-Gerstel, deutsche Schriftstellerin († 1943)
- 26. März: Mark Wessel, US-amerikanischer Komponist, Pianist und Musikpädagoge († 1973)
- 27. März: René Fonck, französisches Fliegerass († 1953)
- 28. März: Victor Danielsen, färöischer Missionar der Plymouth-Brüder und Bibelübersetzer († 1961)
- 28. März: Ernst Lindemann, Offizier der Kaiserlichen Marine und später der Kriegsmarine († 1941)
- 29. März: Franz Planer, österreichischer Kameramann († 1963)
- 30. März: Roland Bainton, US-amerikanischer evangelischer Theologe und Kirchenhistoriker († 1984)
- 30. März: Paul Nikolaus, deutscher Conférencier, Kabarettist, Dichter und Bühnenautor († 1933)
- 30. März: Sergei Wladimirowitsch Iljuschin, russischer Ingenieur und Flugzeugbauer († 1977)
- 31. März: Francis T. Maloney, US-amerikanischer Politiker († 1945)
- 00. März: Vivian Langrish, englischer Pianist und Musikpädagoge († 1980)

### April
- 02. April: Richard Drauz, NSDAP-Kreisleiter von Heilbronn († 1946)
- 02. April: Walter Mittelholzer, Schweizer Luftfahrtpionier († 1937)
- 02. April: Robert E. Quinn, US-amerikanischer Politiker († 1975)
- 04. April: Walther Amelung, deutscher Arzt († 1988)
- 04. April: Herbert Volck, deutscher Schriftsteller († 1944)
- 05. April: Herman F. Krueger, US-amerikanischer Politiker († 1991)
- 06. April: Willy Schmidt-Gentner, bedeutender deutscher Filmkomponist († 1964)
- 07. April: Miyagi Michio, japanischer Komponist und Kotospieler († 1956)
- 08. April: Erik Charell, deutscher Regisseur und Schauspieler († 1974)
- 08. April: Raymond Schwartz, französischer Esperantoschriftsteller und Bankdirektor († 1973)
- 08. April: Hermann Sendelbach, deutscher Dichter († 1971)
- 08. April: J. Millard Tawes, US-amerikanischer Politiker († 1979)
- 10. April: Rudolf von Arps-Aubert, deutscher Kunsthistoriker und Museumsleiter († 1946)
- 10. April: Theodor Beste, deutscher Professor für Betriebswirtschaftslehre († 1973)
- 10. April: Ben Nicholson, englischer Maler und Objektkünstler († 1982)
- 11. April: Lev Blatný, tschechischer Dichter, Autor, Theaterkritiker und Dramaturg. († 1930)
- 12. April: Otto Arnholz, deutscher Politiker und MdB († 1988)
- 13. April: Arthur Fadden, Politiker und Premierminister von Australien († 1973)

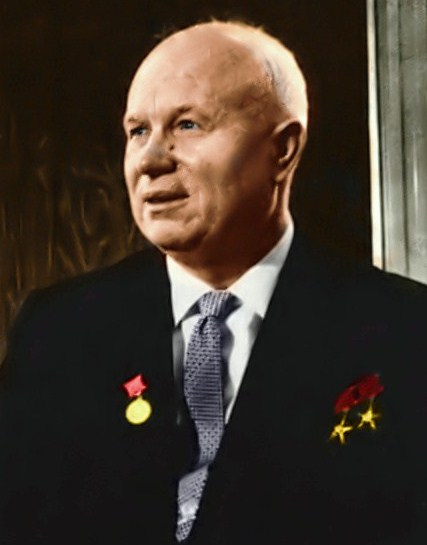
Nikita Chruschtschow

- 15. April: Nikita Chruschtschow, sowjetischer Politiker und Regierungschef († 1971)
- 15. April: William B. Franke, US-amerikanischer Politiker († 1979)
- 15. April: Theodor Heckel, deutscher protestantischer Theologe und Bischof († 1967)
- 15. April: Edith von Sanden-Guja, deutsche Tierplastikerin, Malerin († 1979)
- 15. April: Bessie Smith, US-amerikanische Bluessängerin († 1937)
- 16. April: Carl von Campe, deutscher Politiker († 1977)
- 16. April: Erich Wewel, deutscher Verleger († 1974)
- 19. April: Anton Schütz (später auch Anton Schutz), deutsch-amerikanischer Künstler, Autor und Verleger († 1977)
- 20. April: Ernst Wille, deutscher Politiker und Widerstandskämpfer gegen den Nationalsozialismus († 1944)
- 22. April: Georg Ulrich Handke, Minister der DDR für Innerdeutschen Handel und Außenhandel († 1962)
- 22. April: Erwin Schloss, deutscher evangelischer Geistlicher († 1944)
- 23. April: Alfred N. Phillips, US-amerikanischer Politiker († 1970)
- 26. April: Rudolf Heß, nationalsozialistischer Politiker († 1987)
- 27. April: Lajos Kovács, ungarischer Fußballspieler und -trainer († 1961)
- 27. April: George Petty, US-amerikanischer Fotograf († 1975)
- 28. April: Otto Praun, deutscher Arzt, Mordopfer im Fall Vera Brühne († 1960)
- 28. April: Teodor Regedziński, polnischer Schachspieler († 1954)
- 28. April: Hans Voß, deutscher Konteradmiral der Kriegsmarine († 1973)
- 29. April: Marietta Blau, österreichische Physikerin († 1970)
- 29. April: Joop Boutmy, niederländischer Fußballspieler († 1972)
- 29. April: Paul Hörbiger, österreichischer Schauspieler († 1981)
- 29. April: Ernst Wolfgang Lewicki, deutscher Bauingenieur und Wissenschaftler († 1973)
- 30. April: Leon Duray, US-amerikanischer Automobilrennfahrer († 1956)
- 30. April: Herbert Vere Evatt, australischer Politiker († 1965)

### Mai
- 01. Mai: Luigi Barbesino, italienischer Fußballspieler und -trainer sowie Faschist († 1941)
- 01. Mai: Sam McGee, US-amerikanischer Gitarrist und Banjo-Spieler († 1975)
- 01. Mai: Maria Restituta, österreichische Ordens- und Krankenschwester († 1943)
- 02. Mai: Norma Talmadge, US-amerikanische Schauspielerin der Stumm- und frühen Tonfilmzeit († 1957)
- 03. Mai: Lou Loeber, niederländische Malerin, Aquatintastecherin, Zeichnerin, Grafikerin und Illustratorin († 1983)
- 03. Mai: Philipp Wüst, deutscher Dirigent und Komponist († 1975)
- 05. Mai: August Dvorak, US-amerikanischer Psychologe und Pädagogikprofessor († 1975)
- 07. Mai: George Riley Puckett, US-amerikanischer Countrysänger († 1946)
- 09. Mai: Hippolyte Schouppe, belgischer Ruderer († 1948)
- 10. Mai: Dimitri Tiomkin, russisch/ukrainisch-US-amerikanischer Filmkomponist und Dirigent († 1979)
- 11. Mai: Martha Graham, US-amerikanische Tänzerin, Choreografin und Pädagogin († 1991)
- 11. Mai: Komaki Ōmi, japanischer Schriftsteller († 1978)
- 13. Mai: Ásgeir Ásgeirsson, isländischer Politiker, Präsident von Island († 1972)
- 15. Mai: José Cubiles, spanischer Pianist und Musikpädagoge († 1971)
- 15. Mai: Marion Sunshine, US-amerikanische Schauspielerin, Songwriterin und Komponistin († 1963)
- 15. Mai: Feliks Wrobel, polnischer Komponist († 1954)
- 16. Mai: Eigil Kragh Christiansen, norwegischer Segler († 1943)
- 16. Mai: Hermann Muhs, deutscher Politiker, Staatssekretär und geschäftsführender Minister für Kirchenfragen († 1962)
- 17. Mai: Botho Henning Elster, deutscher Generalmajor († 1952)
- 18. Mai: Edmund Adam, deutscher Fernschachspieler und Schachfunktionär († 1958)
- 19. Mai: Franz Mühlenberg, deutscher Politiker († 1976)
- 20. Mai: Ewa Bandrowska-Turska, polnische Sängerin und Musikpädagogin († 1979)
- 20. Mai: Robert Katscher, österreichischer Komponist und Liedtextschreiber († 1942)
- 20. Mai: Adela Rogers St. Johns, US-amerikanische Journalistin, Schriftstellerin und Drehbuchautorin († 1988)
- 20. Mai: Bernard Abraham van Groningen, niederländischer Gräzist und Papyrologe († 1987)
- 22. Mai: Friedrich Pollock, deutscher Sozialwissenschaftler und Philosoph († 1970)
- 22. Mai: Karl Wilhelm Specht, deutscher General der Infanterie († 1953)
- 25. Mai: Fritz Gersbach, Schweizer Chorleiter und Komponist († 1973)
- 25. Mai: Georg Joos, deutscher Physiker († 1959)
- 25. Mai: Čeněk Junek, tschechoslowakischer Bankier und Automobilrennfahrer († 1928)
- 26. Mai: Esther von Kirchbach, deutsche Publizistin († 1946)
- 26. Mai: Paul Lukas, ungarisch-amerikanischer Schauspieler († 1971)
- 27. Mai: Erich Angenendt, deutscher Fotograf († 1962)
- 27. Mai: Dashiell Hammett, US-amerikanischer Krimi-Schriftsteller († 1961)
- 27. Mai: Louis-Ferdinand Céline, französischer Schriftsteller und Arzt († 1961)
- 29. Mai: Josef von Sternberg, österreichisch-amerikanischer Regisseur († 1969)

### Juni
- 02. Juni: Wilhelm Abeln, deutscher Politiker († 1969)
- 02. Juni: Karl Erckert, österreichischer Politiker († 1955)
- 03. Juni: Richard Applin, britischer Jagdflieger († 1917)
- 03. Juni: Herbert Boeckl, österreichischer Maler († 1966)
- 03. Juni: Nels Nelsen, kanadisch-norwegischer Skispringer († 1943)
- 04. Juni: Mary Bolduc, kanadische Singer-Songwriterin († 1941)
- 05. Juni: Henri Armand, französischer Automobilrennfahrer († 1972)
- 05. Juni: Peter van Aubel, deutscher Volkswirt und Verbandsfunktionär († 1964)
- 05. Juni: James Glenn Beall, US-amerikanischer Politiker († 1971)
- 06. Juni: John Hargrave, britischer Zeichner, Autor und Politiker († 1982)
- 06. Juni: Walter Kaßner, SED-Politiker und Bürgermeister in Magdeburg († 1970)
- 06. Juni: Violet Trefusis, britische Schriftstellerin († 1972)
- 07. Juni: Alexander Procofieff De Seversky, US-amerikanischer Luftfahrtingenieur († 1974)
- 08. Juni: Domenico De’ Paoli, italienischer Musikwissenschaftler, Musikkritiker und Komponist († 1984)
- 08. Juni: Alois Irlmaier, deutscher Rutengänger und Hellseher († 1959)
- 08. Juni: Erwin Schulhoff, tschechischer Komponist und Pianist († 1942)
- 09. Juni: Nedo Nadi, italienischer Säbel- und Florettfechter († 1940)
- 09. Juni: Ernst Schiebold, deutscher Mineraloge († 1963)
- 10. Juni: Pavel Bořkovec, tschechischer Komponist († 1972)

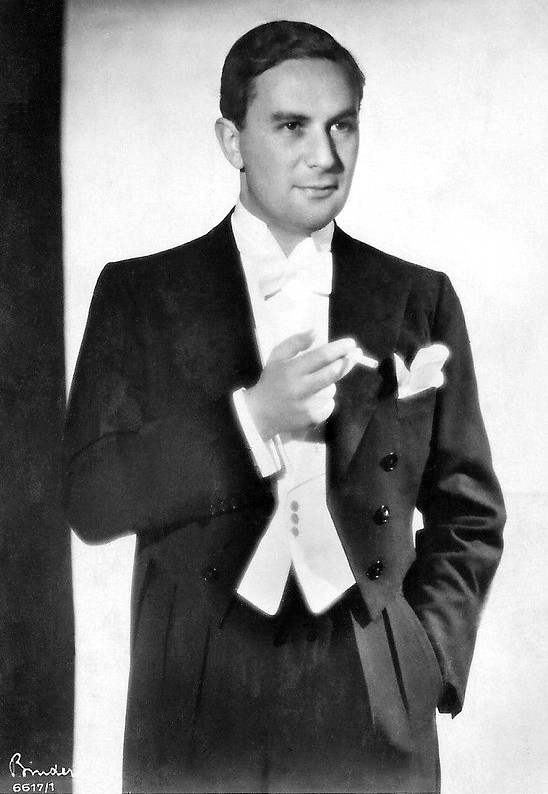
Oskar Karlweis

- 10. Juni: Oskar Karlweis, österreichischer Schauspieler († 1956)
- 12. Juni: Johann Steinböck, österreichischer Politiker und Landeshauptmann von Niederösterreich († 1962)
- 12. Juni: Paul Stremler, französischer Automobilrennfahrer († 1938)
- 13. Juni: Richard Döcker, deutscher Architekt († 1968)
- 13. Juni: Tay Garnett, US-amerikanischer Regisseur († 1977)
- 13. Juni: Leo Kanner, austro-amerikanischer Kinder- und Jugendpsychiater († 1981)
- 14. Juni: Maria-Adelheid, Großherzogin von Luxemburg (1912–1919) († 1924)
- 14. Juni: Elmire Koref, österreichische Schauspielerin († 1975)
- 14. Juni: Heddle Nash, englischer Sänger († 1961)
- 15. Juni: Robert Russell Bennett, US-amerikanischer Komponist († 1981)
- 15. Juni: Trygve Gulbranssen, norwegischer Schriftsteller († 1962)
- 16. Juni: Luigi Arcangeli, italienischer Motorrad- und Automobilrennfahrer († 1931)
- 16. Juni: Giuseppe Enrici, italienischer Radrennfahrer († 1968)
- 16. Juni: Fjodor Tolbuchin, sowjetischer Feldherr und Marschall († 1949)
- 16. Juni: Just-Émile Vernet, französischer Automobilrennfahrer und Rennwagenkonstrukteur († 1991)
- 17. Juni: Sebastian Fichtner, deutscher Generalleutnant im Dritten Reich († 1950)
- 17. Juni: Wilhelm Schepmann, deutscher Politiker, Stabschef der SA († 1970)
- 18. Juni: Ernst Schneider, österreichischer Erfinder († 1975)
- 21. Juni: Alfred Mahlau, Professor an der Kunsthochschule Lerchenfeld in Hamburg († 1967)
- 22. Juni: Bernard Ashmole, britischer Klassischer Archäologe († 1988)
- 23. Juni: Salomon Adler-Rudel, Sozialpolitiker († 1975)

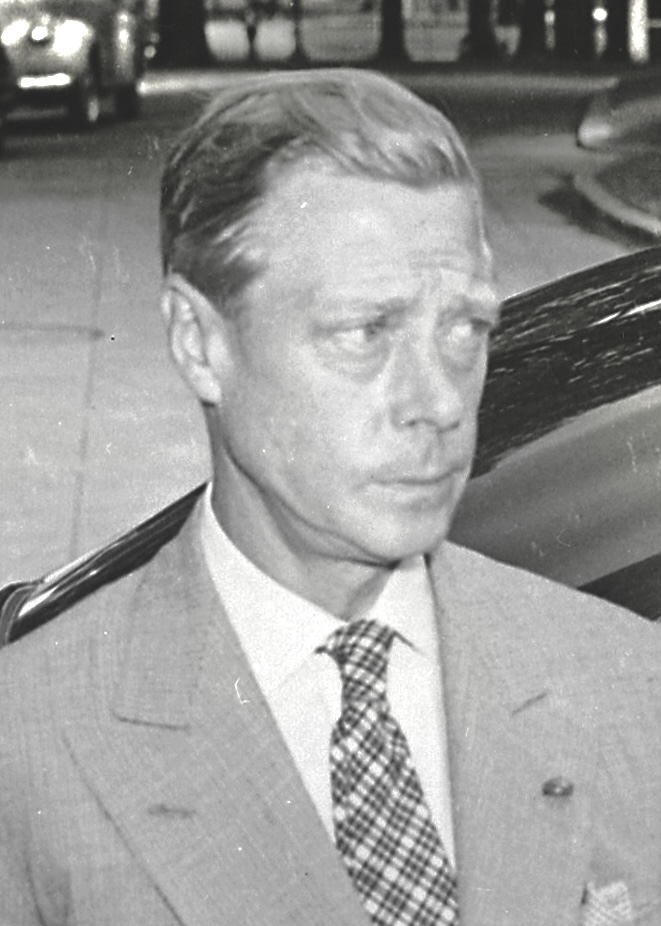
König Edward VIII., 1945

- 23. Juni: Edward VIII., König von Großbritannien († 1972)
- 23. Juni: Greet Hofmans, niederländische Gesundbeterin und Wunderheilerin († 1968)
- 23. Juni: Alfred Charles Kinsey, US-amerikanischer Sexualforscher († 1956)
- 24. Juni: Juan Bautista Espínola Reyes, dominikanischer Musiker und Komponist († 1923)

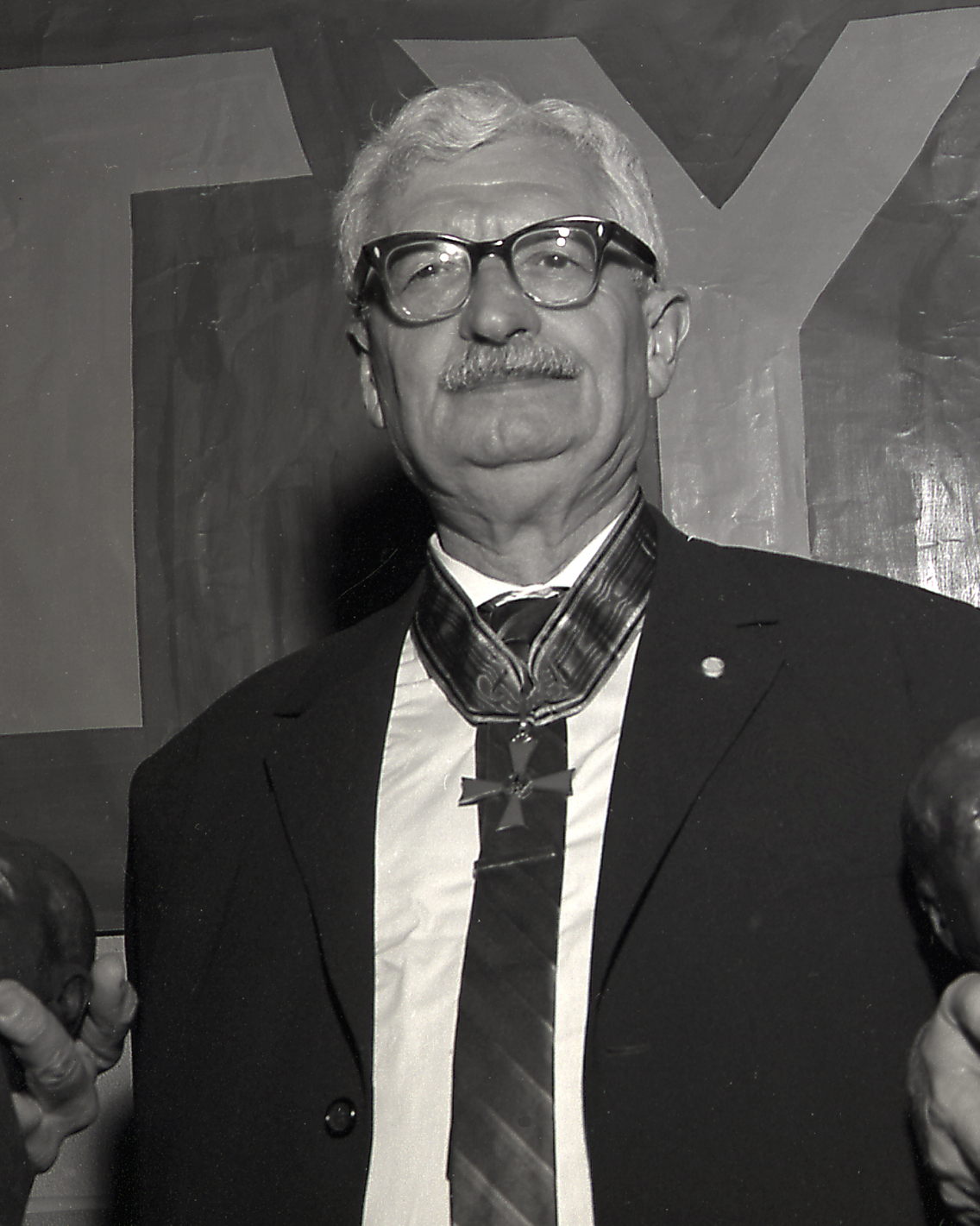
Hermann Oberth, 1961

- 25. Juni: Hermann Oberth, deutscher Physiker und Raumfahrtpionier († 1989)
- 27. Juni: Dore Jacobs, deutsche Pädagogin († 1979)

### Juli
- 01. Juli: Bernard Heinze, australischer Musiker, Dirigent und Musikpädagoge († 1982)
- 02. Juli: André Kertész, ungarischer Fotograf († 1985)
- 04. Juli: Louis Dekker, niederländischer Steuermann im Rudern († 1973)
- 04. Juli: Arthur Laumann, deutscher Offizier einer Fliegergruppe im Ersten Weltkrieg († 1970)
- 07. Juli: Armin Jeker, Schweizer Beamter († 1970)
- 07. Juli: Frank King, britischer Automobilrennfahrer († 1969)
- 08. Juli: Pjotr Leonidowitsch Kapiza, russischer Physiker († 1984)
- 09. Juli: Percy Spencer, US-amerikanischer Ingenieur und Erfinder († 1970)
- 11. Juli: Samuel William Becker, US-amerikanischer Dermatologe († 1964)
- 11. Juli: Erna Mohr, deutsche Zoologin und langjährige Zuchtbuchführerin des internationalen Zuchtbuchs für Wisente († 1968)
- 11. Juli: Walter Wanger, US-amerikanischer Filmproduzent († 1968)
- 12. Juli: Isaak Emmanuilowitsch Babel, russischer Journalist und Autor († 1940)
- 12. Juli: Hunt Stromberg, US-amerikanischer Filmproduzent für die MGM († 1968)
- 13. Juli: Alfred Toepfer, deutscher Unternehmer und Stiftungsgründer († 1993)
- 16. Juli: Friedrich Leibbrandt, deutscher Chemiker († 1960)
- 17. Juli: Georges Lemaître, belgischer Priester und Physiker († 1966)
- 17. Juli: Warren Weaver, US-amerikanischer Informationswissenschaftler († 1978)
- 18. Juli: Armand James Quick, US-amerikanischer Arzt und Chemiker († 1978)
- 18. Juli: Bernard Wagenaar, US-amerikanischer Komponist und Geiger († 1971)
- 20. Juli: Wiley Blount Rutledge, US-amerikanischer Jurist († 1949)
- 21. Juli: Jakub Appenszlak, polnischer Journalist, Literaturkritiker und Übersetzer († 1950)
- 22. Juli: Oskar Maria Graf, deutscher Schriftsteller († 1967)
- 22. Juli: Efim Schachmeister, deutscher Geiger und Tanzkapellenleiter († 1944)
- 23. Juli: Hektor Ammann, Schweizer Historiker und Archivar († 1967)
- 23. Juli: Edi Linser, österreichischer Motorradrennfahrer († 1929)
- 24. Juli: Alma Rogge, deutsche Schriftstellerin († 1969)
- 24. Juli: Magda Julin, schwedische Eiskunstläuferin († 1990)
- 25. Juli: Gavrilo Princip, bosnisch-serbischer Unabhängigkeitskämpfer, Attentäter von Sarajevo († 1918)
- 25. Juli: Hans Kmoch, österreichischer Schachspieler († 1973)
- 25. Juli: Walter Brennan, US-amerikanischer Schauspieler († 1974)
- 26. Juli: Aldous Huxley, britischer Schriftsteller († 1963)
- 28. Juli: Niklaus Senn, Schweizer Bankmanager und Politiker († 1966)
- 31. Juli: Otto Kuhler, deutsch-amerikanischer Automobildesigner († 1977)

### August
- 01. August: Ottavio Bottecchia, italienischer Radrennfahrer († 1927)
- 01. August: Juan Filloy, argentinischer Schriftsteller († 2000)
- 02. August: Curt Backeberg, deutscher Kakteensammler und -forscher, Autor († 1966)
- 02. August: Reine Bibois, italienische Dichterin frankoprovenzalischer Sprache († 1976)
- 02. August: Alfonso Esparza Oteo, mexikanischer Komponist, Pianist und Sänger († 1950)
- 02. August: Hal Mohr, US-amerikanischer Kameramann († 1974)
- 05. August: Hans Bischoff, deutscher Kinderarzt und Hochschullehrer († 1943)
- 05. August: Leo Kahn, deutsch-israelischer Maler († 1983)
- 07. August: Maria Martins, brasilianische Künstlerin († 1973)
- 09. August: Michail Soschtschenko, russischer Schriftsteller († 1958)
- 10. August: Varahagiri Venkata Giri, indischer Politiker und Staatspräsident († 1980)
- 11. August: Ernst Angel, österreichischer und amerikanischer Dichter, Regisseur und Psychologe († 1986)
- 11. August: Dan Breen, irischer Politiker (Fianna Fáil) und Freiwilliger der Irisch-Republikanischen Armee († 1969)
- 12. August: Albert Leo Schlageter, deutscher Nationalsozialist († 1923)
- 12. August: Jack Underwood, US-amerikanischer American-Football-Spieler († 1936)
- 13. August: Paul Blobel, deutscher Architekt und SS-Standartenführer († 1951)
- 13. August: Jenő Konrád, ungarischer Fußballspieler und -trainer († 1978)
- 13. August: Leonid Alexejewitsch Polowinkin, russischer Komponist († 1949)
- 14. August: Hans Rothe, deutscher Schriftsteller, Dramaturg, Hörspielautor und Übersetzer sämtlicher Werke von William Shakespeare († 1977)
- 17. August: Hans-Edgar Endres, deutscher Bobfahrer († unbekannt)
- 17. August: August Liessens, belgisch-kanadischer Organist und Komponist († 1954)
- 17. August: Clara G. McMillan, US-amerikanische Politikerin († 1976)
- 17. August: Erich Orthmann, deutscher Komponist († 1945)
- 17. August: Otto Suhr, deutscher Politiker († 1957)
- 18. August: Erwin Schliephake, deutscher Mediziner († 1995)
- 19. August: Hermann Jahrreiß, deutscher Professor für Rechtswissenschaften († 1992)
- 19. August: André Lefèbvre, französischer Automobil- und Luftfahrtingenieur sowie Automobilrennfahrer († 1964)
- 20. August: Josef Straßberger, deutscher Gewichtheber und Olympiasieger († 1950)
- 21. August: Christian Schad, deutscher Maler († 1982)
- 21. August: Hans Tügel, deutscher Schauspieler, Hörspielsprecher, Regisseur und Autor († 1984)
- 22. August: Willem Johan Cornelis Arondeus, niederländischer Kunstmaler, Schriftsteller und Widerstandskämpfer († 1943)
- 26. August: Arthur Loesser, US-amerikanischer Pianist, Musikpädagoge und -schriftsteller († 1969)
- 27. August: Kurt Bürger, Ministerpräsident von Mecklenburg († 1951)
- 27. August: Kazimierz Wierzyński, polnischer Schriftsteller († 1969)
- 28. August: Karl Böhm, österreichischer Dirigent († 1981)
- 28. August: Edison Marshall, US-amerikanischer Autor († 1967)
- 29. August: Semjon Bogdanow, Chef der sowjetischen Militäradministration in Brandenburg († 1960)
- 29. August: Henry Dworshak, US-amerikanischer Politiker († 1962)
- 30. August: Charles Reznikoff, US-amerikanischer Poet († 1976)

### September
- 02. September: Bryher, britische Schriftstellerin († 1983)
- 02. September: Joseph Roth, österreichischer Schriftsteller und Journalist († 1939)
- 03. September: Benigno S. Aquino senior, philippinischer Politiker († 1947)
- 03. September: Antonio Gómezanda, mexikanischer Komponist und Pianist († 1961)
- 03. September: Egon Ranshofen-Wertheimer, deutscher Diplomat, Journalist, Rechts- und Staatswissenschaftler († 1957)
- 06. September: Carl Grossberg, deutscher Maler († 1940)
- 06. September: Herbert J. Sadler, kanadischer Organist, Komponist und Musikpädagoge († 1955)
- 07. September: Gala Éluard Dalí, russischstämmige Künstlermuse († 1982)
- 08. September: Paul Boulet, französischer Politiker († 1982)
- 08. September: Willem Pijper, niederländischer Komponist († 1947)
- 08. September: Andrée Vaurabourg-Honegger, französische Pianistin und Musikpädagogin († 1980)
- 09. September: Arthur Freed, US-amerikanischer Musicalproduzent und Liedertexter († 1973)
- 09. September: Hans Großmann-Doerth, deutscher Jurist und Vertreter des Ordoliberalismus († 1944)
- 10. September: Olexander Dowschenko, ukrainischer Regisseur und Schriftsteller († 1956)
- 10. September: Stephen Rothman (István Rothman), ungarisch-amerikanischer Dermatologe († 1963)
- 12. September: Friedrich Ebert junior, SED-Funktionär der DDR und Oberbürgermeister von Berlin († 1979)
- 12. September: Jimmy Murphy, US-amerikanischer Automobilrennfahrer († 1924)
- 13. September: John Boynton Priestley, englischer Schriftsteller († 1984)
- 13. September: Julian Tuwim, polnisch-jüdischer Lyriker († 1953)
- 15. September: Herbert Windt, deutscher Komponist († 1965)
- 15. September: Jean Renoir, französischer Filmregisseur († 1979)
- 15. September: Oskar Klein, schwedischer Physiker († 1977)
- 16. September: Charles Crodel, deutscher Maler († 1973)
- 17. September: Erwin Aichinger, österreichischer Forstwissenschaftler († 1985)
- 17. September: James Anderson, australischer Tennisspieler († 1973)
- 19. September: Hans Wellhausen, deutscher Politiker († 1964)
- 19. September: Gerhart von Westerman, deutscher Komponist und Intendant († 1963)
- 20. September: Victor Christgau, US-amerikanischer Politiker († 1991)
- 20. September: Mario Lepori, Schweizer Bonvivant, Sportler und Automobilrennfahrer († 1980)
- 20. September: Hermann Meinert, deutscher Historiker und Archivar († 1987)
- 21. September: Jules-Henri Addor, Schweizer Politiker († 1953)
- 22. September: Elisabeth Rethberg, deutsche Sängerin († 1976)
- 23. September: Richard Lewinsohn, deutscher Wirtschafts-Journalist und Schriftsteller († 1968)
- 23. September: Kornelis Heiko Miskotte, niederländischer reformierter Pfarrer, Theologieprofessor und Schriftsteller († 1976)
- 24. September: Thomas Dickson Armour, schottisch-US-amerikanischer Golfer († 1968)
- 24. September: Marie-Joseph-Mélite Roullet de La Bouillerie, französischer Politiker (* 1822)
- 26. September: Ralph Scott, US-amerikanischer American-Football-Spieler und -Trainer († 1936)
- 27. September: Otto Wilhelm Aulie, norwegischer Fußballspieler († 1923)
- 27. September: Joe Stöckel, deutscher (bayerischer) Komiker, Autor und Filmproduzent († 1959)
- 27. September: Lothar von Richthofen, deutscher Jagdflieger im Ersten Weltkrieg († 1922)
- 27. September: Otto Nagel, Berliner Maler († 1967)
- 28. September: Kurt Pastenaci, deutscher wissenschaftlicher Schriftsteller und Historiker, Freimaurer († 1961)
- 29. September: Ernesto Ambrosini, italienischer Leichtathlet († 1951)
- 29. September: Franco Capuana, italienischer Dirigent und Komponist († 1969)
- 29. September: Elisabeth von Rumänien, griechische Königin († 1956)
- 30. September: Willi Krug, deutscher Elektrotechniker und Hochschullehrer († 1974)

### Oktober
- 01. Oktober: Ricardo Castillo, guatemaltekischer Komponist († 1966)
- 01. Oktober: Willi Richter, deutscher Politiker († 1972)
- 03. Oktober: Walter Warlimont, deutscher General († 1976)
- 04. Oktober: Józef Beck, polnischer Politiker († 1944)
- 04. Oktober: Frans G. Bengtsson, schwedischer Autor und Schachspieler († 1954)
- 04. Oktober: Patrick V. McNamara, US-amerikanischer Politiker († 1966)
- 05. Oktober: Udell Sylvester Andrews, US-amerikanischer Filmregisseur und Drehbuchautor († 1942)
- 05. Oktober: Walther Brühl, deutscher Politiker († 1986)
- 05. Oktober: Friedrich-Carl Rabe von Pappenheim, deutscher Generalleutnant und Diplomat († 1977)
- 05. Oktober: Bevil Rudd, südafrikanischer Leichtathlet und Olympiasieger († 1948)
- 07. Oktober: Eino Saari, finnischer Forstwissenschaftler und Politiker († 1971)
- 07. Oktober: Theodor Sparkuhl, deutscher Kameramann († 1946)
- 08. Oktober: Heinz Kindermann, österreichischer Literatur- und Theaterwissenschaftler († 1985)
- 08. Oktober: Vicente Rojo Lluch, spanischer General († 1966)
- 08. Oktober: Robert Poirier, französischer Flieger, Résistancekämpfer und Automobilrennfahrer († 1949)
- 09. Oktober: Nicola Moscardelli, italienischer Schriftsteller, Journalist und Literaturkritiker († 1943)
- 10. Oktober: Elisabeth Marten, deutsche Illustratorin († 1966)
- 12. Oktober: Margaretha von Plessen, deutsche Malerin († 1970)
- 14. Oktober: Saïl Ameriane Mohamed Ben Amerzaine, algerischer und französischer Anarchist († 1953)
- 14. Oktober: E. E. Cummings, US-amerikanischer Dichter und Schriftsteller († 1962)

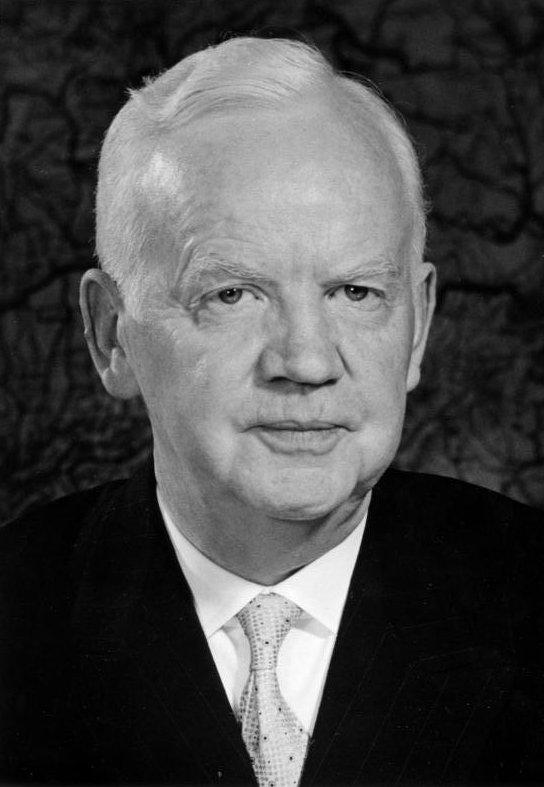
Heinrich Lübke, 1959

- 14. Oktober: Heinrich Lübke, deutscher Politiker, Bundespräsident der BRD († 1972)
- 15. Oktober: Albert Funk, deutscher Politiker († 1933)
- 15. Oktober: Mosche Scharet, israelischer Politiker († 1965)
- 16. Oktober: Francisco Casabona, brasilianischer Komponist († 1979)
- 17. Oktober: Hermann Ehren, deutscher Politiker († 1964)
- 18. Oktober: Juri Tynjanow, russischer Schriftsteller und Literaturwissenschaftler († 1943)
- 20. Oktober: Heinar Schilling, deutscher Dichter und Schriftsteller († 1955)
- 21. Oktober: Edogawa Rampo, japanischer Autor und Kritiker († 1965)
- 21. Oktober: Klemens Brosch, österreichischer Grafiker († 1926)
- 21. Oktober: Heinrich Maria Davringhausen, deutscher Maler der Neuen Sachlichkeit († 1970)
- 22. Oktober: Max Beyer, deutscher Berufsschullehrer und Amateurastronom († 1982)
- 22. Oktober: Gerhard Moerner, deutscher Autor und expressionistischer Lyriker († 1917)
- 22. Oktober: Therese von der Vring, deutsche Malerin des Expressionismus († 1927)
- 23. Oktober: Ludger Westrick, deutscher Politiker, Bundesminister († 1990)
- 24. Oktober: Max Reichpietsch, deutscher Matrose und ein Führer des Matrosenaufstands († 1917)
- 25. Oktober: Wolfgang Jacobi, deutscher Komponist und Musikpädagoge († 1972)
- 27. Oktober: John Lennard-Jones, britischer Mathematiker und Physiker († 1954)
- 27. Oktober: Fritz Sauckel, nationalsozialistischer deutscher Politiker († 1946)
- 28. Oktober: Thomas J. Herbert, US-amerikanischer Politiker († 1974)
- 28. Oktober: John Ronan, kanadischer Komponist, Chorleiter und Musikpädagoge († 1962)
- 30. Oktober: Emilio Materassi, italienischer Automobilrennfahrer († 1928)
- 30. Oktober: Karl-Wilhelm von Schlieben, deutscher Generalleutnant († 1964)
- 30. Oktober: Peter Warlock, britischer Komponist († 1930)

### November
- 02. November: Alexander Lippisch, deutscher Flugzeugkonstrukteur († 1976)
- 02. November: Bill Johnston, US-amerikanischer Tennisspieler († 1946)
- 03. November: Newton Pádua, brasilianischer Komponist († 1966)
- 04. November: Lloyd Thomas Andrews, kanadischer Eishockeyspieler († 1974)
- 04. November: Hermann Conring, deutscher Politiker, MdB († 1989)
- 04. November: Valérie von Martens, österreichisch-deutsche Schauspielerin († 1986)
- 06. November: Roy J. Turner, US-amerikanischer Politiker († 1973)
- 08. November: Fritz Grau, deutscher Bobfahrer († 1945)
- 09. November: Dietrich von Choltitz, deutscher General und Stadtkommandant von Paris († 1966)
- 10. November: Hans Jürgen von der Wense, deutscher Schriftsteller, Komponist und Universalgelehrter († 1966)
- 10. November: Lisa Tetzner, deutsche Autorin († 1963)
- 13. November: Arthur Nebe, Chef des Reichskriminalpolizeiamtes († 1945)
- 13. November: August Dresbach, deutscher Politiker, MdB († 1968)
- 16. November: Richard Nikolaus Coudenhove-Kalergi, deutscher Schriftsteller, Politiker († 1972)
- 17. November: Norman Black, britischer Automobilrennfahrer († 1973)
- 17. November: Eelco N. van Kleffens, niederländischer Politiker († 1983)
- 19. November: Américo Tomás, Admiral, portugiesischer Staatspräsident († 1987)
- 19. November: Heinz Hopf, Schweizer Mathematiker († 1971)
- 20. November: Carl Mayer, österreichischer Drehbuchautor († 1944)
- 22. November: Else Ehser, deutsche Schauspielerin († 1968)
- 24. November: Ferdinand Dirichs, deutscher Geistlicher, Bischof von Limburg († 1948)
- 25. November: Håkon Ellingsen, norwegischer Ruderer († 1971)
- 25. November: Paul Pratt, kanadischer Komponist, Klarinettist, Dirigent und Musikpädagoge († 1967)
- 26. November: Wilhelm Marinelli, österreichischer Zoologe, Anatom und Volksbildner († 1973)
- 26. November: Iwan Dmitrijewitsch Papanin, sowjetischer Polarforscher († 1986)
- 26. November: James Charles McGuigan, kanadischer Geistlicher, Erzbischof von Toronto und Kardinal († 1974)
- 26. November: Iwan Michejewitsch Sarjanow, sowjetischer Richter am Militärgerichtshof für den Fernen Osten und dem Militärkollegium des Obersten Sowjets († 1975)
- 26. November: Norbert Wiener, US-amerikanischer Mathematiker († 1964)
- 27. November: Konosuke Matsushita, japanischer Industrieller († 1989)
- 28. November: Justin Brooks Atkinson, US-amerikanischer Theaterkritiker († 1984)
- 30. November: Dora Maaßen, deutsche Bildhauerin († 1973)

### Dezember
- 01. Dezember: Günther Hermann Richard Arndt, deutscher Politiker († 1975)
- 01. Dezember: Frank Fragale, US-amerikanischer Komponist italienischer Herkunft († 1955)
- 02. Dezember: Lucien Desvaux, französischer Automobilrennfahrer († 1959)
- 03. Dezember: Bernhard Bästlein, deutscher Kommunist und Widerstandskämpfer († 1944)
- 03. Dezember: Simon Sobeloff, US-amerikanischer Jurist († 1973)
- 05. Dezember: Charles Robert Swarts, südafrikanischer Politiker († 1982)
- 07. Dezember: Chris Dafeff, kanadischer Geiger, Chorleiter und Musikpädagoge († 1984)
- 08. Dezember: Charles Amberg, deutscher Librettist, Schlagertexter und Komponist († 1946)

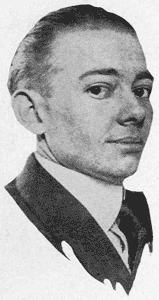
Elzie Segar

- 08. Dezember: Elzie Segar, US-amerikanischer Comic-Zeichner und der Erfinder der Figur Popeye († 1938)
- 08. Dezember: James Thurber, US-amerikanischer Schriftsteller und Zeichner († 1961)
- 10. Dezember: Gertrud Kolmar, deutsche Schriftstellerin († 1943)
- 11. Dezember: Hans-Joachim Rath, deutscher Generalmajor († 1968)
- 12. Dezember: Augustin Krist, tschechoslowakischer Fußballschiedsrichter und Sportfunktionär († 1964)
- 13. Dezember: Fernando de Fuentes, mexikanischer Filmregisseur († 1958)
- 14. Dezember: Karl Adler, deutscher Gynäkologe († 1966)
- 14. Dezember: Umberto Maddalena, italienischer Pilot († 1931)
- 15. Dezember: Oswaldo Aranha, brasilianischer Politiker († 1960)
- 15. Dezember: Jost Trier, deutscher Germanist († 1970)
- 15. Dezember: Ellen Widmann, Schweizer Schauspielerin († 1985)
- 17. Dezember: Arthur Fiedler, US-amerikanischer Dirigent († 1979)
- 17. Dezember: Hans Henny Jahnn, deutscher Schriftsteller († 1959)
- 17. Dezember: Hendrik Anthony Kramers, niederländischer Physiker († 1952)
- 19. Dezember: Paul Dessau, deutscher Komponist und Dirigent († 1979)

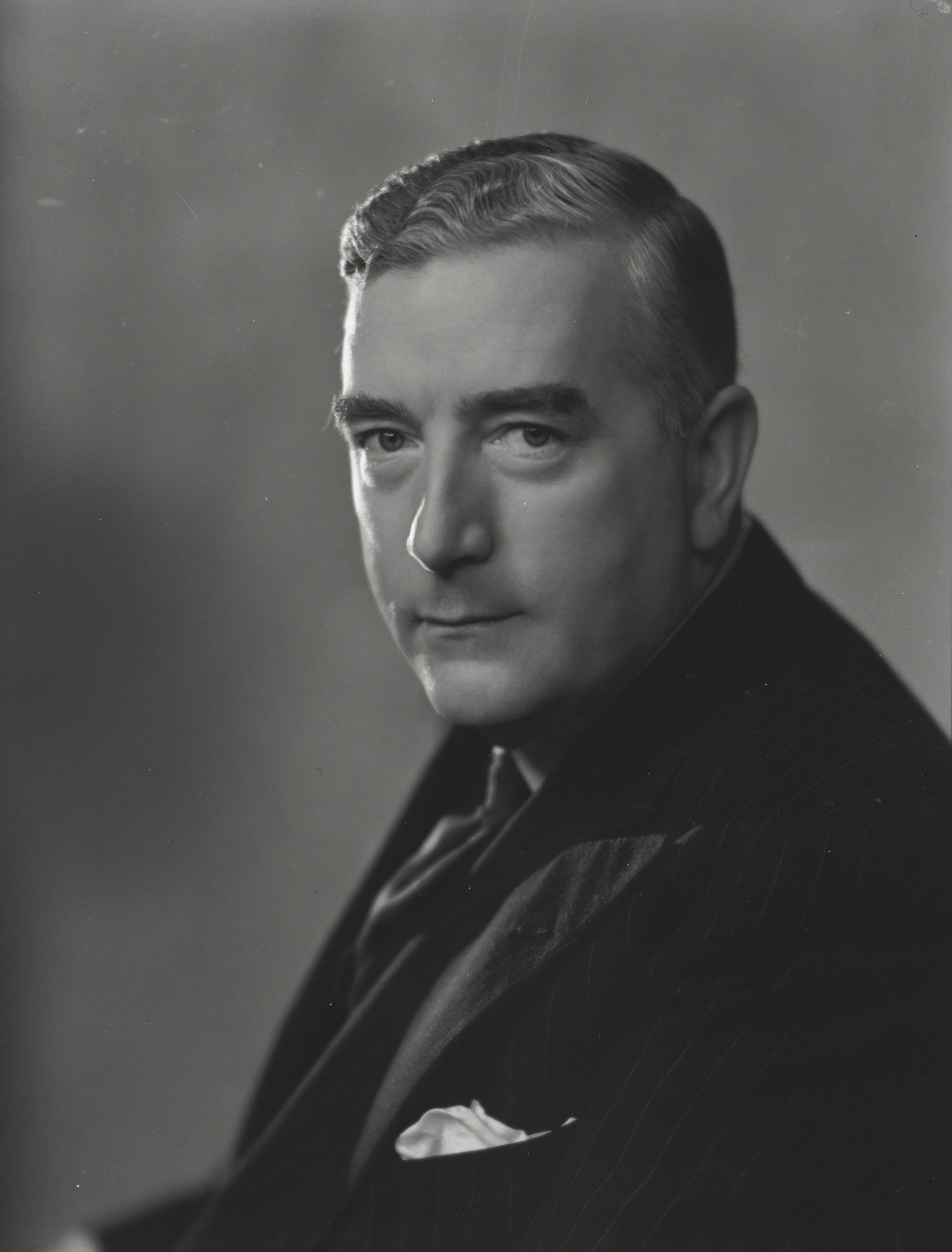
Robert Menzies

- 20. Dezember: Robert Menzies, australischer Premierminister († 1978)
- 21. Dezember: Walter Hahm, deutscher Offizier, General der Wehrmacht im Zweiten Weltkrieg († 1951)
- 22. Dezember: Giulio Masetti, italienischer Adeliger und Automobilrennfahrer († 1926)
- 22. Dezember: Lisa Matthias, deutsche Journalistin († 1982)
- 23. Dezember: Heinrich Seywald, deutscher Generalmajor († 1973)
- 24. Dezember: Willi Auerswald, deutscher SS-Oberscharführer († 1956)
- 24. Dezember: Friedrich Ruge, deutscher Marineoffizier, Admiral, Inspekteur der Marine († 1985)
- 27. Dezember: Annot, deutsche Malerin, Kunstpädagogin, Kunstschriftstellerin und Pazifistin († 1981)
- 27. Dezember: Louis Gas, französischer Automobilrennfahrer († 1945)
- 27. Dezember: Mieczysław Grydzewski, polnischer Journalist, Zeitungsverleger, Kolumnist und Literaturkritiker († 1970)
- 27. Dezember: Otto Stampfli, Schweizer Politiker († 1972)
- 28. Dezember: Hermanis Matisons, lettischer Schachspieler († 1932)
- 29. Dezember: Friedrich Maier, deutscher Politiker († 1960)
- 29. Dezember: Paul Pagel, deutscher Politiker († 1955)
- 30. Dezember: Walentin Ferdinandowitsch Asmus, russischer Philosoph, Logiker und Logikhistoriker († 1975)
- 31. Dezember: Ernest John Moeran, englischer Komponist († 1950)

### Genaues Geburtsdatum unbekannt
- Tawfiq Abu l-Huda, Premierminister von Transjordanien († 1956)
- Phyllida Ashley, US-amerikanische Pianistin († 1975)
- Hamit Arslan, türkischer Fußballspieler und Offizier
- France Audoul, französische Malerin und Widerstandskämpferin († 1977)
- Eduardo Aunós Pérez, spanischer Diplomat und Politiker († 1967)
- Jack Ayre, kanadischer Pianist und Komponist († 1977)
- Hossein Behzad, iranischer Miniaturenmaler († 1968)
- Greville Cooke, englischer Komponist und Musikpädagoge († 1992)
- Guido d’Ippolito, italienischer Automobilrennfahrer († 1933)
- Enayat Khan, indischer Sitar- und Surbaharspieler († 1938)
- Pedro Echavarría Lazala, dominikanischer Flötist, Musikpädagoge und Komponist († 1967)
- Ettore Maserati, italienischer Ingenieur und Unternehmer († 1990)
- Esteban Peña Morell, dominikanischer Komponist († 1938)
- Billy Munro, amerikanisch-kanadischer Pianist und Komponist († 1969)
- Tom Newman, englischer Snooker- und English-Billiards-Spieler († 1943)
- Jock Porter, britischer Motorradrennfahrer, Unternehmer und Motorradkonstrukteur († 1952)
- Albert Schuster, deutscher Motorradrennfahrer († unbekannt)
- Josef Stelzer, deutscher Motorradrennfahrer († 1942)
- Andy Tipaldi, kanadischer Banjospieler († 1969)

## Gestorben

### Erstes Quartal

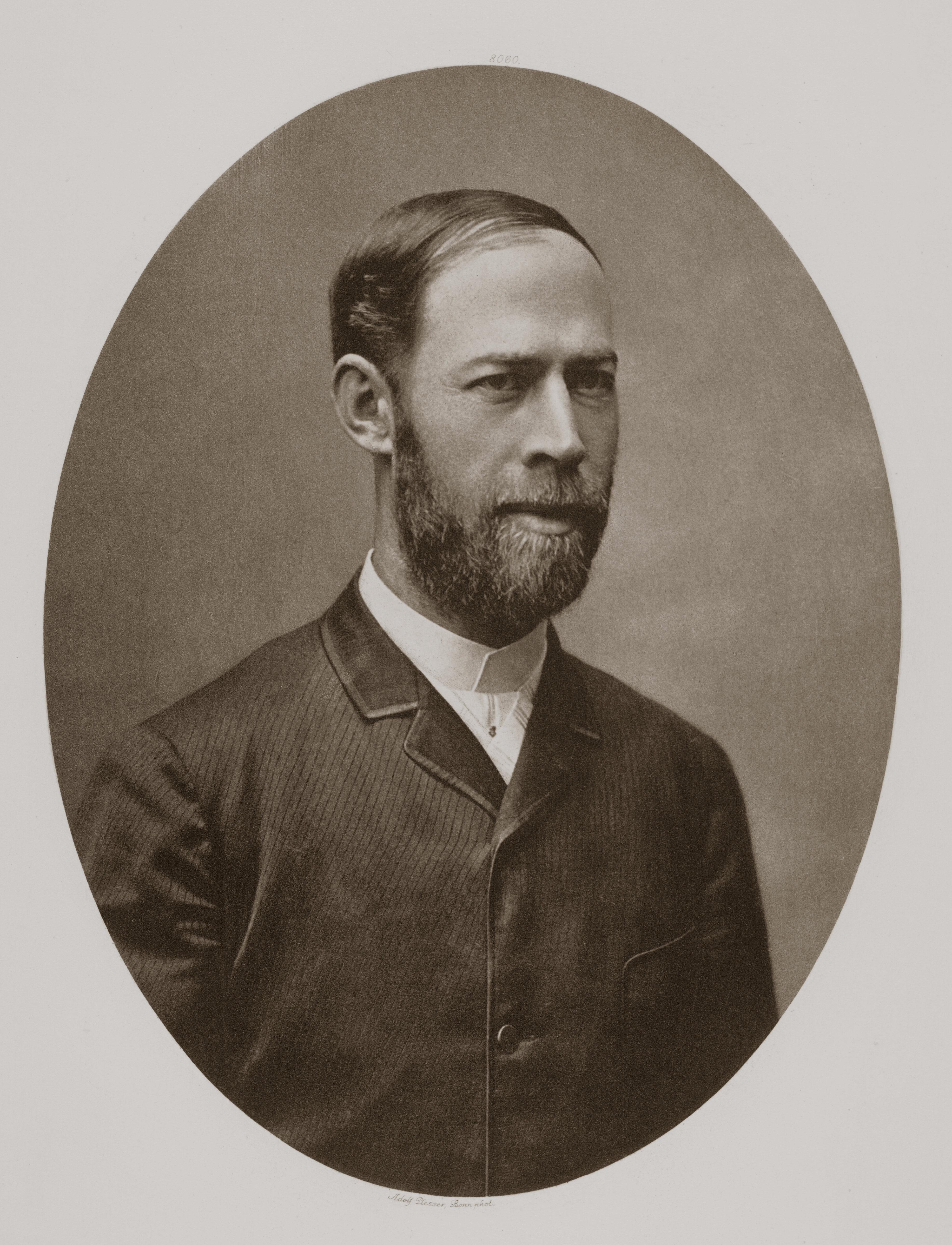
Heinrich Hertz

- 01. Januar: Heinrich Hertz, deutscher Physiker (* 1857)
- 02. Januar: Gjerasim Qiriazi, albanischer Pädagoge, Schriftsteller und Prediger (* 1858)
- 04. Januar: Alberto Errera, italienischer Nationalökonom (* 1842)
- 04. Januar: Karl von Hasenauer, österreichischer Architekt des Historismus (* 1833)
- 06. Januar: Johannes Schmidt, deutscher Klassischer Philologe und Epigraphiker (* 1850)
- 07. Januar: Søren Jaabæk, norwegischer Politiker (* 1814)
- 08. Januar: Johann Friedrich Budde, deutscher Jurist und Hochschullehrer (* 1815)
- 08. Januar: Peter Wilhelm Forchhammer, deutscher Altphilologe und Archäologe (* 1801)
- 14. Januar: Augustin Gretillat, Schweizer evangelischer Geistlicher und Hochschullehrer (* 1837)
- 15. Januar: Henry Mower Rice, US-amerikanischer Politiker (* 1816)
- 20. Januar: William Gilpin, US-amerikanischer Politiker (* 1813)
- 21. Januar: Carl Johann Lüdecke, deutscher Architekt (* 1826)
- 23. Januar: Lobengula, zweiter und zugleich letzter König des Matabele-Königreichs (* 1833)
- 25. Januar: Benjamin F. Whittemore, US-amerikanischer Politiker (* 1824)
- 28. Januar: Pierre-Jules Cavelier, französischer Bildhauer (* 1814)
- 28. Januar: August Hirsch, deutscher Arzt, Epidemiologe und Medizinhistoriker (* 1817)
- 28. Januar: John D. Stewart, US-amerikanischer Politiker (* 1833)
- 03. Februar: Louis Lewandowski, deutscher Komponist (* 1821)
- 04. Februar: Morton S. Wilkinson, US-amerikanischer Politiker (* 1819)
- 06. Februar: Jacob Ammen, US-amerikanischer Lehrer, Bauingenieur und Brigadegeneral (* 1807)

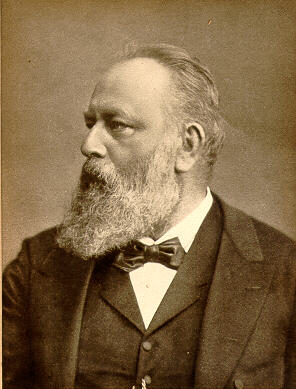
Theodor Billroth, 1887

- 06. Februar: Theodor Billroth, deutscher Arzt (* 1829)

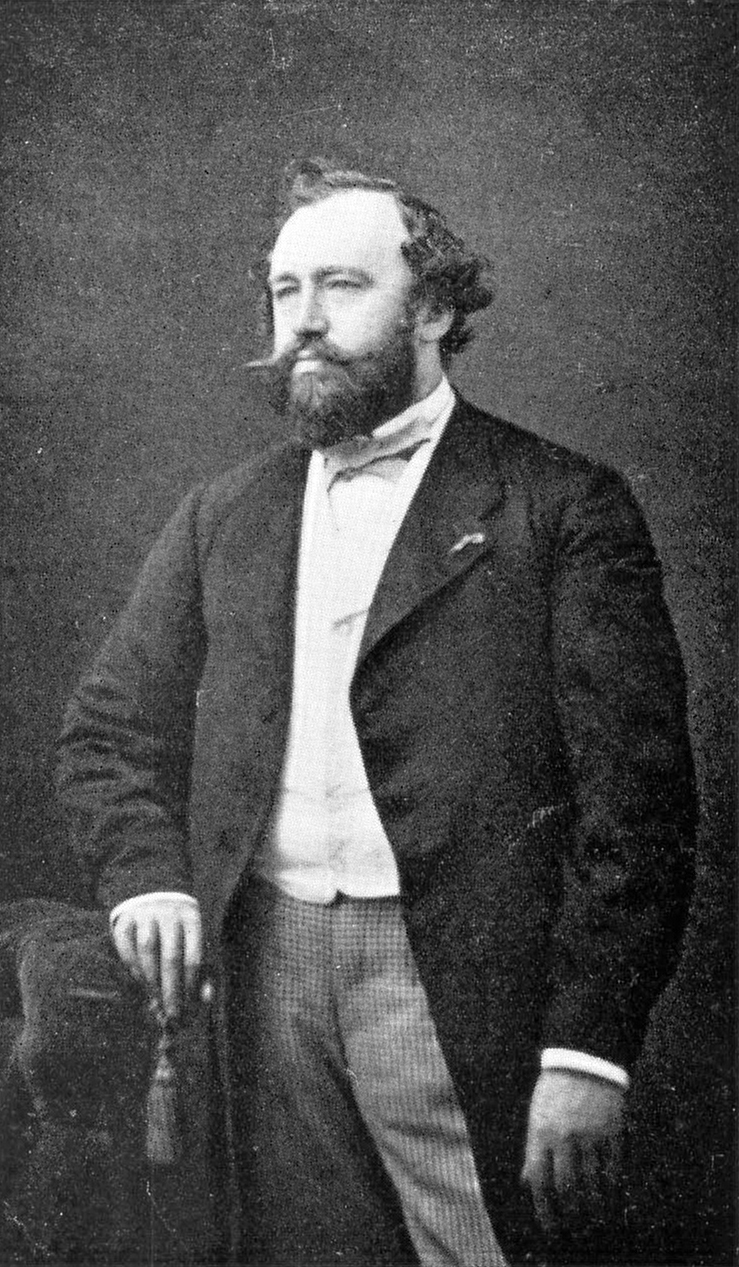
Adolphe Sax

- 07. Februar: Adolphe Sax, belgischer Instrumentenbauer und Saxophonist (* 1814)
- 11. Februar: Emilio Arrieta, spanischer Komponist (* 1823)
- 11. Februar: Karel Leopold Klaudy, tschechischer Rechtsanwalt und Politiker (* 1822)
- 12. Februar: Hans von Bülow, deutscher Komponist, Pianist, Dirigent und Kapellmeister (* 1830)
- 14. Februar: Franz Josef Denzinger, deutscher Architekt (* 1821)
- 15. Februar: Jules Viette, französischer Politiker (* 1843)
- 19. Februar: Anna Carroll, US-amerikanische Politikerin, Publizistin und Lobbyistin (* 1815)
- 19. Februar: Louis Christiaan van Goudoever, niederländischer Mediziner (* 1820)
- 21. Februar: Gustave Caillebotte, französischer Maler und Kunstsammler (* 1848)
- 21. Februar: Benjamin F. Prescott, US-amerikanischer Politiker (* 1833)
- 22. Februar: Michał Hórnik, sorbischer Geistlicher und Autor (* 1833)
- 22. Februar: Habbo Gerhard Lolling, deutscher Archäologe (* 1848)
- 24. Februar: John S. Richardson, US-amerikanischer Politiker (* 1828)
- 25. Februar: Horace B. Strait, US-amerikanischer Politiker (* 1835)
- 28. Februar: James W. McDill, US-amerikanischer Politiker (* 1834)
- 28. Februar: Janet Monach Patey, englische Sängerin (* 1842)
- 01. März: John Henry Cornell, US-amerikanischer Organist, Komponist und Lehrbuchautor (* 1828)
- 01. März: John G. Downey, US-amerikanischer Politiker (* 1827)
- 02. März: Jubal Anderson Early, US-amerikanischer General (* 1816)
- 06. März: Mary Hemenway, US-amerikanische Philanthropin und Mäzenin (* 1820)
- 09. März: Emma Lutteroth, deutsche Malerin (* 1854)
- 11. März: Carl Ernst Heinrich Schmidt, russischer Chemiker und Arzt (* 1822)
- 19. März: Karl von Blaas, österreichischer Maler (* 1815)
- 20. März: Lajos Kossuth, ungarischer Rechtsanwalt, Politiker und Freiheitskämpfer (* 1802)
- 27. März: Verney Lovett Cameron, britischer Afrikareisender (* 1844)

### Zweites Quartal
- 03. April: Adolph Oppenheim, deutscher Landwirt und Rittergutsbesitzer (* 1816)
- 05. April: Friedrich Wilhelm Weber, deutscher Epiker (* 1813)
- 08. April: Alexander G. Cattell, US-amerikanischer Politiker (* 1816)
- 08. April: Carl Eduard Gesell, deutscher Orgelbauer (* 1845)
- 08. April: Oskar Höcker, deutscher Schauspieler und Schriftsteller (* 1840)
- 11. April: Constantin Lipsius, deutscher Architekt und Architekturtheoretiker (* 1832)
- 12. April: Ludwig Pfau, deutscher Schriftsteller, Journalist und Revolutionär (* 1821)
- 13. April: Joseph Brevard Kershaw, Offizier der US Army, Rechtsanwalt, Politiker und Generalmajor im konföderierten Heer (* 1822)
- 14. April: Adolf Edvard Arppe, finnischer Chemiker und Senator (* 1818)
- 14. April: Adolf Friedrich von Schack, deutscher Dichter, Kunst- und Literaturhistoriker (* 1815)
- 18. April: Emilie Vollmöller, deutsche Sozialreformerin (* 1852)
- 20. April: Franz Oberländer, deutscher Rittergutsbesitzer und Politiker (* 1828)
- 21. April: Konrad von Parzham, deutscher Laienbruder aus dem Kapuzinerorden, Heiliger (* 1818)
- 21. April: James W. Throckmorton, US-amerikanischer Politiker (* 1825)
- 22. April: Emanuel Züngel, tschechischer Lyriker, Dramatiker, Librettist und Übersetzer (* 1840)
- 27. April: Nathaniel Berry, US-amerikanischer Politiker (* 1796)
- 27. April: Johann Joseph Oppel, deutscher Pädagoge, Physiker und Sprachwissenschaftler (* 1815)
- 29. April: Giuseppe Battaglini, italienischer Mathematiker (* 1826)
- 30. April: Frank Hatton, US-amerikanischer Politiker (* 1846)
- 30. April: Francis B. Stockbridge, US-amerikanischer Politiker (* 1826)
- 06. Mai: Marie Luise Franziska Amalie, Herzogin in Bayern (* 1848)
- 06. Mai: Arnold Bürkli, Schweizer Bauingenieur (* 1833)
- 06. Mai: Théophile Ferron, französischer General und Kriegsminister (* 1830)
- 07. Mai: Edmond Carré, französischer Fabrikant von Lichtbogenkohlen (* 1833)
- 09. Mai: Friedrich Alexander von Bismarck-Bohlen, preußischer General (* 1818)
- 12. Mai: Wassili Wassiljew, russischer Maler und Grafiker (* 1827)
- 21. Mai: August Kundt, deutscher Physiker (* 1839)
- 23. Mai: Robert Copland-Crawford, britischer Soldat sowie Fußball- und Cricketspieler (* 1852)
- 27. Mai: Gaston Hardouin Joseph d’Andlau, französischer General (* 1824)
- 29. Mai: Jean-Frédéric Astié, französischer evangelischer Geistlicher und Theologe (* 1822)
- 01. Juni: Auguste Marmier, Schweizer Jurist und Politiker (* 1841)
- 03. Juni: William Alfred Passavant, US-amerikanischer Geistlicher und Gründer der US-amerikanischen Diakonie (* 1821)
- 04. Juni: Wilhelm Roscher, deutscher Ökonom und Begründer der älteren Historischen Schule der Ökonomie (* 1817)
- 04. Juni: Charles C. Van Zandt, US-amerikanischer Politiker (* 1830)
- 05. Juni: Immanuel Faißt, deutscher Komponist und Hochschullehrer (* 1823)
- 07. Juni: Hermann Julius Grüneberg, deutscher Erfinder und Unternehmer (* 1827)
- 07. Juni: Mulai al-Hassan I., Sultan der Alawiden in Marokko (* 1836)
- 07. Juni: Rodman M. Price, US-amerikanischer Politiker (* 1816)
- 09. Juni: Friedrich Louis Dobermann, deutscher Justizangestellter, Hundezüchter und Namensgeber der Hunderasse Dobermann (* 1834)
- 09. Juni: Werner Hagedorn, deutscher Chirurg (* 1831)
- 09. Juni: Johann Wilhelm Schwedler, deutscher Bauingenieur und Baubeamter (* 1823)
- 10. Juni: Federico de Madrazo y Kuntz, spanischer Maler und Lithograf (* 1815)
- 11. Juni: John Tuttle Andrews, US-amerikanischer Jurist und Politiker (* 1803)
- 14. Juni: Johan Andersson, schwedischer Bischof (* 1820)
- 14. Mai: Alexander Cameron Hunt, US-amerikanischer Politiker (* 1825)
- 17. Juni: Hermann Lattemann, deutscher Berufsluftschiffer und Fallschirmspringer (* 1852)
- 19. Juni: Karl Roth von Schreckenstein, deutscher Historiker, Schriftsteller und Archivar (* 1823)
- 20. Juni: Bishop W. Perkins, US-amerikanischer Politiker (* 1841)
- 24. Juni: Marie François Sadi Carnot, französischer Staatsmann und Politiker (* 1837)
- 27. Juni: Pierre Eliyya Abo-Alyonan, Patriarch der Chaldäisch-Katholischen Kirche (* 1840)
- 27. Juni: Louis Pio, dänischer Sozialistenführer (* 1841)
- 28. Juni: Carl Faulmann, deutscher Schriftsetzer, Privatgelehrter und Stenograph (* 1835)

### Drittes Quartal
- 04. Juli: August Dillmann, deutscher Orientalist und Theologe (* 1823)
- 05. Juli: Betty Paoli, deutsche Schriftstellerin (* 1814)
- 08. Juli: Wladimir Nikititsch Kaschperow, russischer Komponist (* 1827)
- 16. Juli: Nathaniel D. Wallace, US-amerikanischer Politiker (* 1845)
- 16. Juli: Josephine von Wertheimstein, Salonnière der Wiener Ringstraßenepoche (* 1820)
- 17. Juli: Gisle Johnson, norwegischer Theologe (* 1822)
- 18. Juli: Charles Leconte de Lisle, französischer Dichter (* 1818)
- 22. Juli: Julius von Bose, preußischer General der Infanterie (* 1809)
- 21. Juli: Frederick Low, US-amerikanischer Politiker (* 1828)
- 25. Juli: Heinrich IV., Paragiatsherr von Reuß-Köstritz (* 1821)
- 25. Juli: Charles Romley Alder Wright, englischer Chemiker (* 1844)
- 29. Juli: Richard Buchta, österreichischer Afrikaforscher (* 1845)
- 03. August: Giovanni Airoldi, Schweizer Jurist und Politiker (* 1823)
- 08. August: Franz Schmitz, deutscher Architekt (* 1832)
- 16. August: Ludwig Knoop, deutscher Unternehmer (* 1821)
- 17. August: Charles L. Robinson, US-amerikanischer Politiker (* 1818)
- 27. August: Heinrich Keil, deutscher Altphilologe (* 1822)
- 01. September: Samuel Jordan Kirkwood, US-amerikanischer Politiker (* 1813)
- 05. September: Edward Inglefield, britischer Admiral und Polarforscher (* 1820)
- 05. September: George Stoneman, US-amerikanischer Politiker (* 1822)

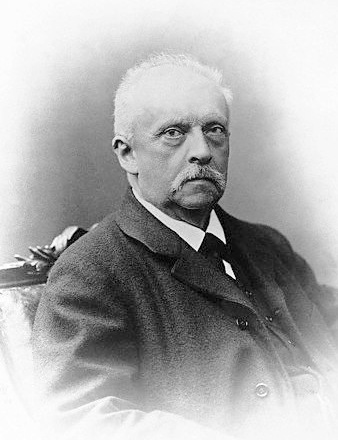
Hermann von Helmholtz

- 08. September: Hermann von Helmholtz, deutscher Physiologe und Physiker (* 1821)
- 09. September: Heinrich Brugsch, deutscher Ägyptologe (* 1827)
- 13. September: Emmanuel Chabrier, französischer Komponist und Pianist (* 1841)
- 18. September: Rafael Núñez, Präsident Kolumbiens (* 1825)

Heinrich Hoffmann, (um 1880)

- 20. September: Heinrich Hoffmann, deutscher Psychiater und Verfasser des Struwwelpeters (* 1809)

### Viertes Quartal
- 04. Oktober: John M. Chivington, US-amerikanischer Offizier (* 1821)
- 07. Oktober: Andrew Gregg Curtin, US-amerikanischer Politiker (* 1817)
- 07. Oktober: Oliver Wendell Holmes, Sr., US-amerikanischer Arzt und Schriftsteller (* 1809)
- 08. Oktober: Kanagaki Robun, japanischer Schriftsteller (* 1829)
- 09. Oktober: Henry Grey, britischer Kolonialpolitiker und Staatsmann (* 1802)
- 10. Oktober: Julius Lehr, deutscher Forstwissenschaftler und Nationalökonom (* 1845)
- 17. Oktober: Ludwig von Henk, deutscher Vizeadmiral (* 1820)
- 18. Oktober: Wilhelm Lenk von Wolfsberg, k. u. k. Feldzeugmeister und Naturwissenschaftler (* 1809)
- 18. Oktober: Edwin Godwin Reade, US-amerikanischer Politiker (* 1812)
- 19. Oktober: James Darmesteter, französischer Orientalist (* 1849)
- 21. Oktober: Joseph D. Bedle, US-amerikanischer Politiker (* 1821)
- 22. Oktober: Philipp Bertkau, deutscher Zoologe (* 1849)
- 27. Oktober: Carl Ploug, dänischer Journalist und Politiker (* 1813)
- 28. Oktober: Rudolf Hildebrand, deutscher Germanist, Lehrer und Sprachwissenschaftler (* 1824)
- 29. Oktober: Wilhelm Knaack, österreichischer Schauspieler (* 1829)
- 31. Oktober: Joaquim Vayreda i Vila, katalanischer Maler (* 1843)
- 01. November: Alexander III., russischer Zar (* 1845)
- 05. November: Ernst Albert Naether, deutscher Stellmacher, Begründer der Deutschen Kinderwagenindustrie (* 1825)
- 15. November: Immanuel Stockmeyer, Schweizer evangelischer Geistlicher und Hochschullehrer (* 1814)
- 16. November: Robert Charles Winthrop, US-amerikanischer Politiker (* 1809)
- 20. November: Anton Rubinstein, russischer Komponist, Pianist und Dirigent (* 1829)
- 21. November: William Wirt Allen, Brigadegeneral der Konföderierten Staaten von Amerika im Sezessionskrieg (* 1835)
- 24. November: Julius Bremer, deutscher Mitbegründer der Magdeburger Arbeiterbewegung (* 1828)
- 30. November: Joseph E. Brown, US-amerikanischer Politiker (* 1821)

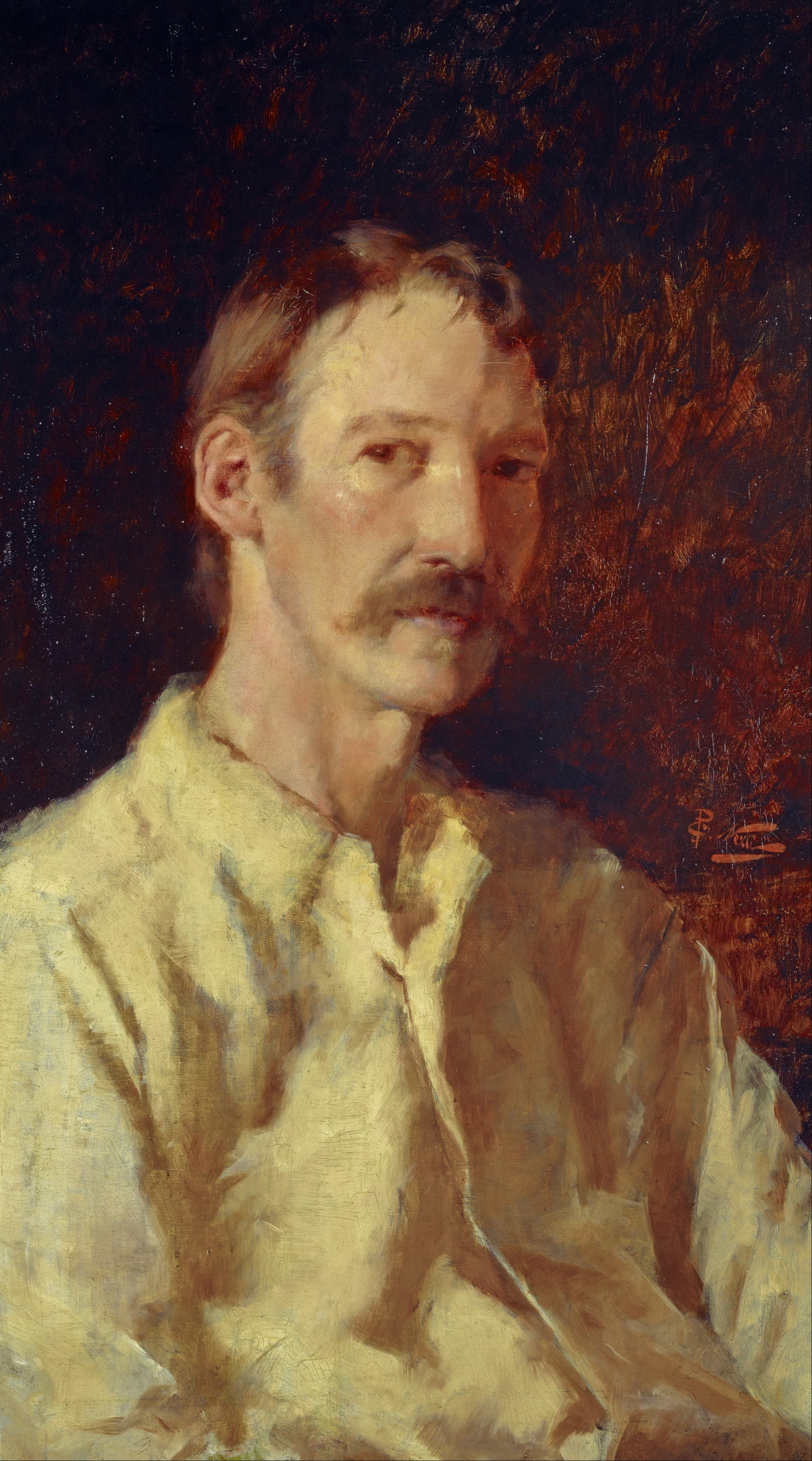
Robert Louis Stevenson, 1892

- 03. Dezember: Robert Louis Stevenson, schottischer Schriftsteller (* 1850)
- 04. Dezember: Oden Bowie, US-amerikanischer Politiker (* 1826)
- 04. Dezember: Leon Abbett, US-amerikanischer Politiker (* 1836)

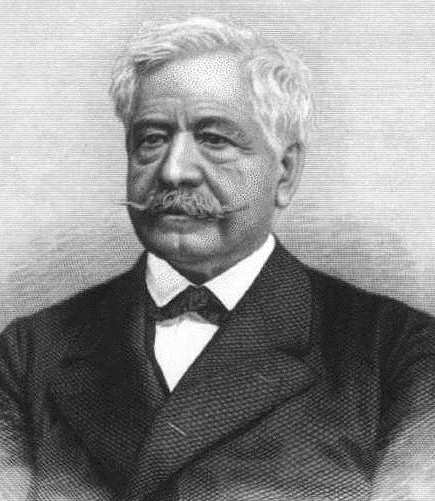
Ferdinand de Lesseps

- 07. Dezember: Ferdinand de Lesseps, französischer Diplomat und Ingenieur (* 1805)
- 08. Dezember: Pafnuti Tschebyschow, russischer Mathematiker (* 1821)
- 11. Dezember: Karl Alexander von Burchtorff, Regierungspräsident von Oberfranken (* 1822)
- 12. Dezember: John Thompson, kanadischer Politiker (* 1845)
- 14. Dezember: Karl Friedrich Schmidhäuser, württembergischer Regierungspräsident (* 1840)
- 21. Dezember: Ramon Martí i Alsina, katalanischer Maler (* 1826)
- 27. Dezember: Franz II., Prinz von Sizilien (* 1836)
- 30. Dezember: Amelia Bloomer, US-amerikanische Frauenrechtlerin (* 1818)
- 31. Dezember: Thomas Jean Stieltjes, niederländischer Mathematiker (* 1856)

### Genaues Todesdatum unbekannt
- Édouard André, französischer Politiker und Kunstsammler (* 1833)